# Liste des références culturelles dans les épisodes des Simpson
 (avril 2021).
La mise en forme du texte ne suit pas les recommandations de Wikipédia : il faut le « wikifier ».
Les points d'amélioration suivants sont les cas les plus fréquents. Le détail des points à revoir est peut-être précisé sur la page de discussion.
- Les titres sont pré-formatés par le logiciel. Ils ne sont ni en capitales, ni en gras.
- Le texte ne doit pas être écrit en capitales (les noms de famille non plus), ni en gras, ni en italique, ni en « petit »…
- Le gras n'est utilisé que pour surligner le titre de l'article dans l'introduction, une seule fois.
- L'italique est rarement utilisé : mots en langue étrangère, titres d'œuvres, noms de bateaux, etc.
- Les citations ne sont pas en italique mais en corps de texte normal. Elles sont entourées par des guillemets français : « et ».
- Les listes à puces sont à éviter, des paragraphes rédigés étant largement préférés. Les tableaux sont à réserver à la présentation de données structurées (résultats, etc.).
- Les appels de note de bas de page (petits chiffres en exposant, introduits par l'outil «  Source ») sont à placer entre la fin de phrase et le point final[comme ça].
- Les liens internes (vers d'autres articles de Wikipédia) sont à choisir avec parcimonie. Créez des liens vers des articles approfondissant le sujet. Les termes génériques sans rapport avec le sujet sont à éviter, ainsi que les répétitions de liens vers un même terme.
- Les liens externes sont à placer uniquement dans une section « Liens externes », à la fin de l'article. Ces liens sont à choisir avec parcimonie suivant les règles définies. Si un lien sert de source à l'article, son insertion dans le texte est à faire par les notes de bas de page.
- La présentation des références doit suivre les conventions bibliographiques. Il est recommandé d'utiliser les modèles {{Ouvrage}}, {{Chapitre}}, {{Article}}, {{Lien web}} et/ou {{Bibliographie}}. Le mode d'édition visuel peut mettre en forme automatiquement les références.
- Insérer une infobox (cadre d'informations à droite) n'est pas obligatoire pour parachever la mise en page.

Pour une aide détaillée, merci de consulter Aide:Wikification.
Si vous pensez que ces points ont été résolus, vous pouvez retirer ce bandeau et améliorer la mise en forme d'un autre article.

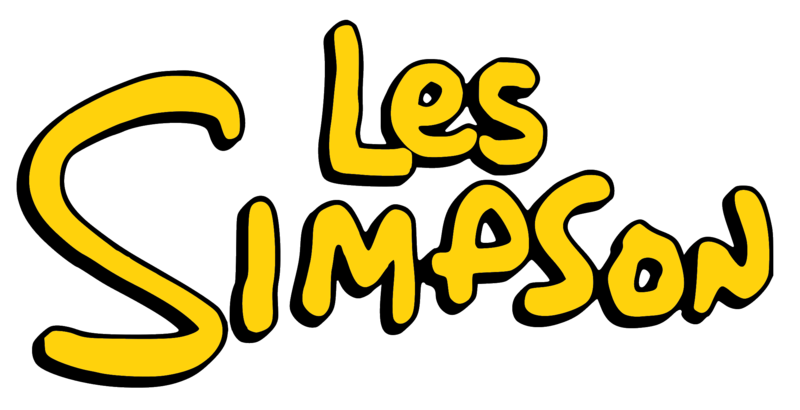
Logo francophone de la série.

Dans la série d'animation américaine Les Simpson, les épisodes contiennent presque tous des références culturelles, principalement à des films, mais également à des œuvres picturales célèbres (peintures ou photographies), des œuvres musicales, des bandes dessinées (principalement des comics américains), des œuvres littéraires, d'autres séries, des évènements historiques, ou bien encore à des légendes urbaines. Les références cinématographiques peuvent se manifester par une simple mention du film dans la série, mais le plus souvent, cela se fait par la reproduction d'un plan du film original, voire d'une séquence ou d'une scène entière. De plus, il est fréquent que les épisodes spécial Halloween reprennent le scenario entier d'un film. Ce fut le cas dès l'épisode Simpson Horror Show III de 1992 dans lequel l'une des histoires King Homer s'inspire du film King Kong dans sa version de 1933).
En ce qui concerne la musique, il peut arriver que des œuvres soient reproduites dans leur version originale en tant que bande-son de l'épisode (par exemple, la musique passe à la radio ou bien en fond sonore dans un magasin), ou qu'elles soient interprétées par certains personnages.
Il en va de même pour les tableaux et les photographies célèbres. Ils peuvent être reproduits tels quels, adaptés néanmoins au dessin simplifié de la série (La Persistance de la mémoire de Salvador Dalí, La Joconde…), adaptés à des personnages (Le Fils de l'homme de René Magritte représentant Bart), ou enfin servir de modèle pour un plan (Le Jardin des délices de Jérôme Bosch, American Gothic de Grant Wood).
De plus, certaines références au cinéma ou à la musique peuvent s'accompagner de caméos, voire de l'invitation de guest stars. On peut apercevoir certains cameos de personnalités mais sans doublage par le personnage original, parce qu'il a refusé (Anthony Hopkins, Clint Eastwood) ou du simple fait qu'il soit décédé (Alfred Hitchcock). En revanche, il peut arriver que certains personnages emblématiques du cinéma soient doublés par leurs interprètes originaux (par exemple le personnage de Freddy Krueger dans l'épisode Simpson Horror Show IX est réellement doublé en anglais par l'acteur Robert Englund), ou que certains artistes musicaux apparaissent en train de jouer leurs morceaux (ce fut le cas de Metallica dont les membres ont prêté leurs voix dans la version originale de l'épisode Parrain par intérim où l'on entend la chanson Master of Puppets).
Il est à noter enfin que certaines références peuvent être propres à la version originale ou bien à la version française ou dans une moindre mesure à la version québécoise. On peut citer l'exemple de l'épisode Les Ailes du délire, faisant référence au film de Wim Wenders, Les Ailes du désir. Cette référence ne se trouve que dans les titres des versions française et québécoise, l'épisode s'intitulant en version originale Lisa the Skeptic. L'épisode Mini golf, maxi beauf (La crise du mini-golf en québécois) quant à lui s'intitule Dead Putting Society en anglais, en référence au film Le Cercle des poètes disparus (Dead Poets Society), film auquel il n'est pas fait référence dans la version française.

## Films

### #
| Film                        | Épisode                     | Notes                               |
| Les 101 Dalmatiens          | Une portée qui rapporte     |                                     |
| 2001, l'Odyssée de l'espace | Le Poney de Lisa            | Scène identique                     |
| 2001, l'Odyssée de l'espace | Le Retour du frère prodigue | Scène similaire                     |
| 2001, l'Odyssée de l'espace | L'Enfer du jeu              | Plan similaire                      |
| 2001, l'Odyssée de l'espace | Homer dans l'espace         | Scènes similaires / B.O. identique  |
| 2001, l'Odyssée de l'espace | Simpson Horror Show VII     | Plan similaire                      |
| 2001, l'Odyssée de l'espace | Les Vrais-Faux Simpson      | B.O. identique (V.O. seulement)     |
| 2001, l'Odyssée de l'espace | Beau comme un camion        | Réplique similaire (V.O. seulement) |
| 2001, l'Odyssée de l'espace | Simpson Horror Show XII     |                                     |
| 2001, l'Odyssée de l'espace | La Double Vie de Lisa       | Plan similaire / B.O. identique     |
| 2001, l'Odyssée de l'espace | Frère et sœur ennemis       |                                     |
| 2001, l'Odyssée de l'espace | Le Chien-chien à son Homer  |                                     |
| 2001, l'Odyssée de l'espace | Père Noël sans frontières   |                                     |
| 2001, l'Odyssée de l'espace | Ma femme s'appelle reviens  |                                     |
| 2001, l'Odyssée de l'espace | Homer maire !               |                                     |
| 2001, l'Odyssée de l'espace | Échange d'épouses           |                                     |

### A

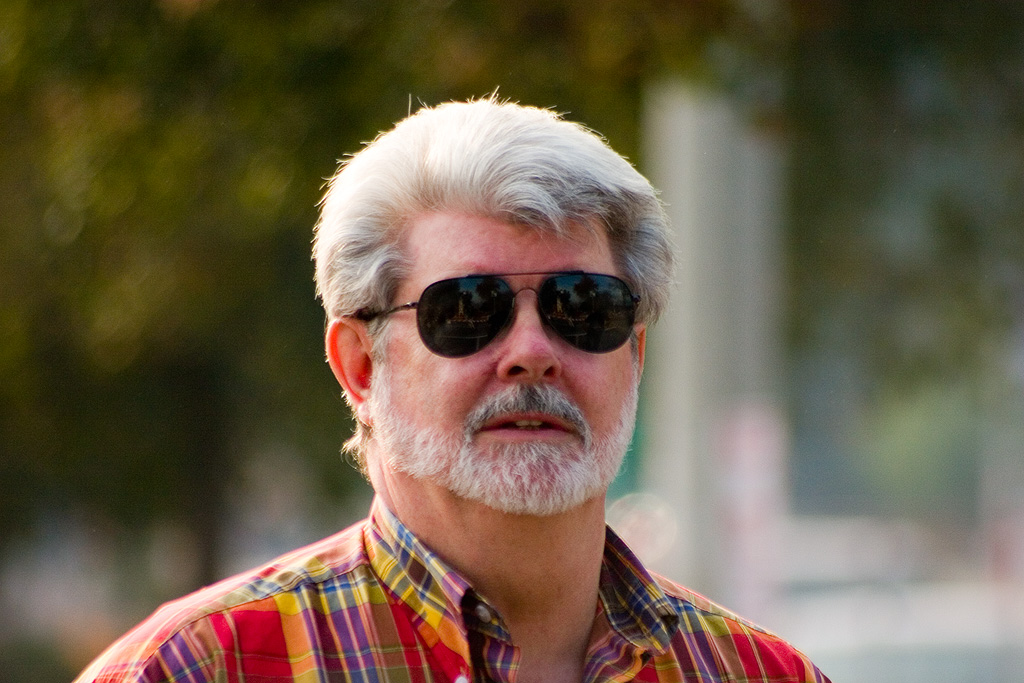
George Lucas, réalisateur de American Graffiti

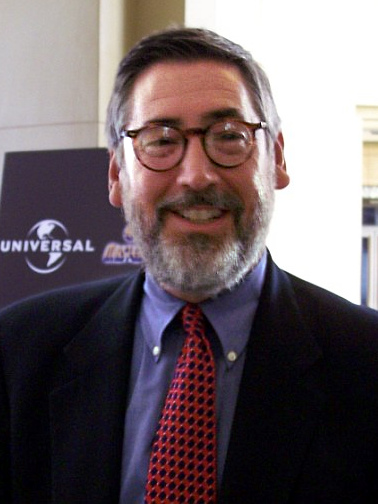
John Landis, réalisateur de American College

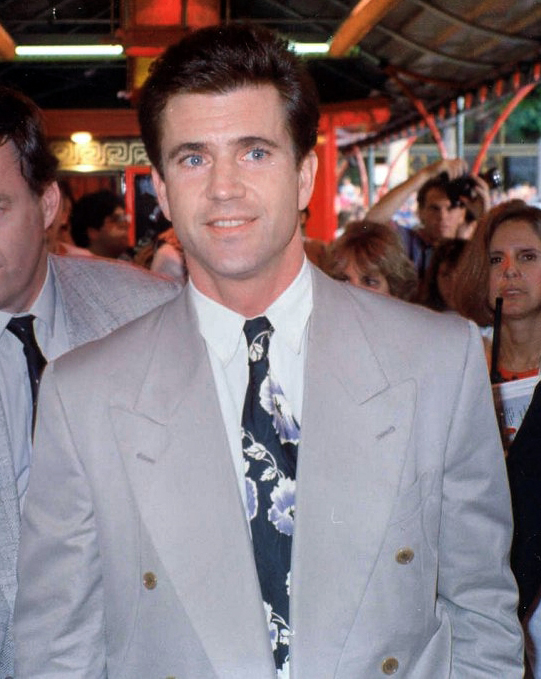
Mel Gibson, interprète de Martin Riggs dans la série de films de L'Arme fatale

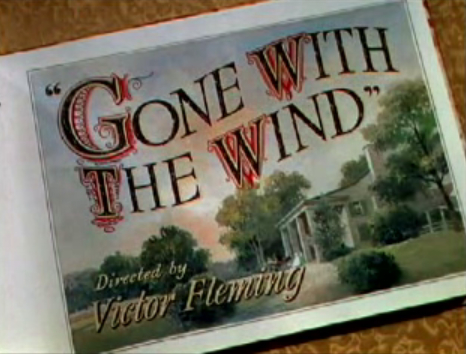
L'écran d'ouverture de Autant en emporte le vent

| Film                             | Épisode                           | Notes                                  |
| Les Affranchis                   | Le Petit Parrain                  | Scénario similaire / scènes similaires |
| Les Affranchis                   | Donnie Fasto                      |                                        |
| After Hours                      | Bart vend son âme                 | Scène similaire                        |
| L'Âge de cristal                 | Folie homérique                   |                                        |
| L'Âge de glace                   | Soupçons                          |                                        |
| L'Âge de glace                   | Fiston perdu                      |                                        |
| A.I. Intelligence artificielle   | Simpson Horror Show XVI           | Scénario similaire / scènes similaires |
| Aladdin                          | Le Mystérieux Voyage d'Homer      |                                        |
| Aladdin                          | Les Apprentis Sorciers            |                                        |
| Alien (1, 2 et 3)                | Simpson Horror Show               |                                        |
| Alien (1, 2 et 3)                | Scout un jour, scout toujours     |                                        |
| Alien (1, 2 et 3)                | Homer dans l'espace               |                                        |
| Alien (1, 2 et 3)                | Un ennemi très cher               |                                        |
| Alien (1, 2 et 3)                | Simpson Horror Show VI            |                                        |
| Alien (1, 2 et 3)                | La Guerre secrète de Lisa Simpson |                                        |
| Alien (1, 2 et 3)                | Simpson Horror Show IX            |                                        |
| Alien (1, 2 et 3)                | Une récolte d'enfer               |                                        |
| Alien (1, 2 et 3)                | Le Pire Épisode                   |                                        |
| Alien (1, 2 et 3)                | Reality chaud                     |                                        |
| Alien (1, 2 et 3)                | Simpson Horror Show XV            |                                        |
| Alien (1, 2 et 3)                | L'Indomptable                     |                                        |
| American Beauty                  | Derrière les rires                |                                        |
| American Graffiti                | La Bande à Lisa                   | Scènes similaires / B.O. identique     |
| American Graffiti                | Homer et sa bande                 |                                        |
| American Graffiti                | La passion selon Bart             |                                        |
| American Graffiti                | En marge de l'histoire            |                                        |
| Amityville : La Maison du diable | Simpson Horror Show               |                                        |
| American College                 | Une vie de chien                  |                                        |
| American College                 | La Guerre des Simpson             |                                        |
| American College                 | Homer va à la fac                 |                                        |
| American College                 | Homer le grand                    |                                        |
| American College                 | Le Vrai Faux Héros                |                                        |
| American College                 | C'est dur la culture              |                                        |
| American College                 | Beau comme un camion              |                                        |
| American College                 | Le Pire du Soleil-Levant          |                                        |
| American College                 | Apu puni                          |                                        |
| American College                 | En Marge de l'histoire            |                                        |
| American College                 | Bart a deux mamans                |                                        |
| Apocalypse Now                   | Terreur à la récré                |                                        |
| Apocalypse Now                   | L'Enfer du jeu                    |                                        |
| Apocalypse Now                   | Lisa, la reine de beauté          |                                        |
| Apocalypse Now                   | J'aime Lisa                       |                                        |
| Apocalypse Now                   | Bart des ténèbres                 |                                        |
| Apocalypse Now                   | Lisa la végétarienne              |                                        |
| Apocalypse Now                   | La Mère d'Homer                   |                                        |
| Apocalypse Now                   | Un poisson nommé Selma            |                                        |
| Apocalypse Now                   | Max Simpson                       |                                        |
| Apocalypse Now                   | Simpson Horror Show XIII          |                                        |
| Apocalypse Now                   | Simpson Horror Show XIII          |                                        |
| Apocalypse Now                   | Simpson Horror Show XVI           |                                        |
| Un après-midi de chien           | La Marge et le prisonnier         |                                        |
| Arizona Junior                   | Homer au foyer                    |                                        |
| Arizona Junior                   | Infos sans gros mots              |                                        |
| L'Arme fatale                    | Un père dans la course            |                                        |
| L'Arme fatale                    | Le Vrai Faux Héros                |                                        |
| L'Arme fatale                    | Mel Gibson les cloches            |                                        |
| Arrête-moi si tu peux            | Attrapez-nous si vous pouvez      |                                        |
| Austin Powers                    | La Bataille des deux Springfield  |                                        |
| Austin Powers                    | Tout sur Homer                    |                                        |
| Austin Powers                    | Business Bart                     |                                        |
| Autant en emporte le vent        | Aide-toi, le ciel t'aidera        |                                        |
| Autant en emporte le vent        | Jamais deux sans toi              |                                        |
| Autant en emporte le vent        | Le Pinceau qui tue                |                                        |
| Autant en emporte le vent        | Un pour tous, tous contre un      |                                        |
| Autant en emporte le vent        | La Veuve noire                    |                                        |
| Autant en emporte le vent        | Bart enfant modèle                |                                        |
| Autant en emporte le vent        | Le Fils indigne de M. Burns       |                                        |
| Autant en emporte le vent        | Shary Bobbins                     |                                        |
| Autant en emporte le vent        | Les vieux sont tombés sur la tête |                                        |

### B

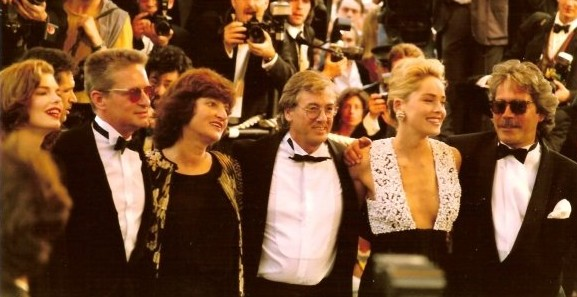
L'équipe du film Basic Instinct au Festival de Cannes 1992

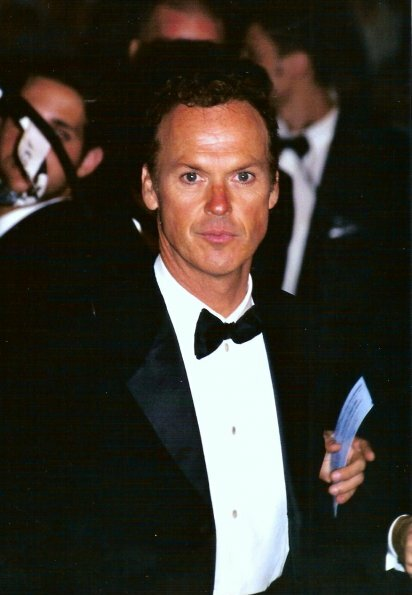
Michael Keaton, l'interprète de Beetlejuice

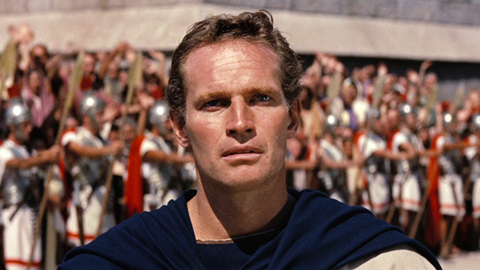
Charlton Hestondans le rôle de Ben-Hur

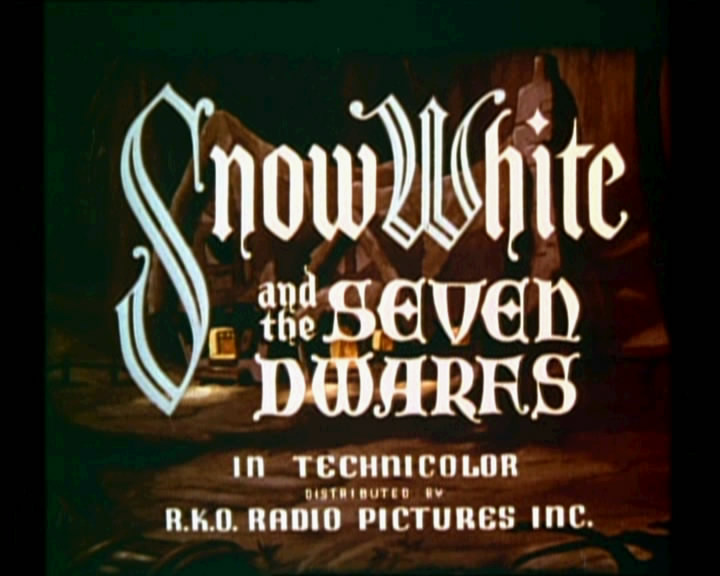
L'écran d'ouverture du film Blanche-Neige et les Sept Nains

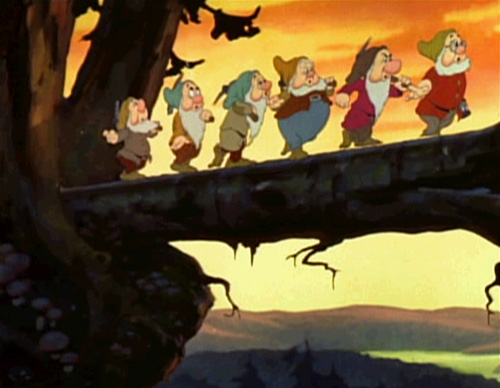
Les sept nains de Blanche-Neige

| Film                            | Épisode                            | Notes |
| Basic Instinct                  | La Peur de l'avion                 |       |
| Basic Instinct                  | Qui a tiré sur Mr Burns ? Partie 2 |       |
| Basic Instinct                  | Fiesta à Las Vegas                 |       |
| Batman                          | Le Pinceau qui tue                 |       |
| Batman                          | Un pour tous, tous contre un       |       |
| Batman                          | Le Monorail                        |       |
| Batman                          | Grève à la centrale                |       |
| Batman                          | Homer le clown                     |       |
| Batman                          | Le Mystérieux Voyage d'Homer       |       |
| Batman                          | Un amour de grand-père             |       |
| Beetlejuice                     | Le Grand Frère                     |       |
| Beetlejuice                     | Le Mystérieux Voyage d'Homer       |       |
| La Belle et le Clochard         | La Dernière Tentation d'Homer      |       |
| La Belle et le Clochard         | Mes sorcières détestées            |       |
| La Belle et le Clochard         | Une portée qui rapporte            |       |
| La Belle et le Clochard         | Aphrodite Burns                    |       |
| La Belle et le Clochard         | Little Big Lisa                    |       |
| La Belle et le Clochard         | L'Amour à la springfieldienne      |       |
| Ben-Hur                         | Un père dans la course             |       |
| Ben-Hur                         | Les Jolies Colonies de vacances    |       |
| Ben-Hur                         | Burns fait son cinéma              |       |
| Ben-Hur                         | Homer contre New York              |       |
| Ben-Hur                         | Mère hindoue, fils indigne         |       |
| Ben-Hur                         | Big Mama Lisa                      |       |
| Ben-Hur                         | La Grande Vie                      |       |
| Ben-Hur                         | La Bête de la bête                 |       |
| Big                             | Lisa s'en va-t-en guerre           |       |
| Big                             | L'Héritier de Burns                |       |
| Big                             | La Clé magique                     |       |
| Blanche-Neige et les Sept Nains | Tu ne déroberas point              |       |
| Blanche-Neige et les Sept Nains | Monsieur Chasse-Neige              |       |
| Blanche-Neige et les Sept Nains | Le Choix de Selma                  |       |
| Blanche-Neige et les Sept Nains | Krusty, le retour                  |       |
| Blanche-Neige et les Sept Nains | Une portée qui rapporte            |       |
| Blanche-Neige et les Sept Nains | Shary Bobbins                      |       |
| Blanche-Neige et les Sept Nains | Un Homer à la mer                  |       |
| Blanche-Neige et les Sept Nains | Pour l'amour de Lisa               |       |
| Blanche-Neige et les Sept Nains | Un gros soûl, des gros sous        |       |
| Blanche-Neige et les Sept Nains | Fugue pour menottes à quatre mains |       |
| Blanche-Neige et les Sept Nains | L'Histoire apparemment sans fin    |       |
| Blanche-Neige et les Sept Nains | Papy fait de la contrebande        |       |
| Les Bleus                       | Terreur à la récré                 |       |
| Les Bleus                       | Un ennemi très cher                |       |
| Les Bleus                       | Homer s'engage                     |       |
| Le Blob                         | Bart des ténèbres                  |       |
| Le Blob                         | Simpson Horror Show XVII           |       |
| Les Blues Brothers              | Les Simpson dans 30 ans            |       |
| Les Blues Brothers              | Coup de poker                      |       |
| Les Blues Brothers              | Serial piégeurs                    |       |
| Les Blues Brothers              | Simpson Horror Show XX             |       |
| Les Blues Brothers              | Le Frère de Bart                   |       |
| Body Double                     | Un poisson nommé Selma             |       |
| Brain donors                    | Fou de foot                        |       |
| Brain donors                    | La Chasse au sucre                 |       |
| Braveheart                      | Mel Gibson les cloches             |       |
| Bullitt                         | Le Flic et la Rebelle              |       |
| Butch Cassidy et le Kid         | Ne lui jetez pas la première bière |       |

### C

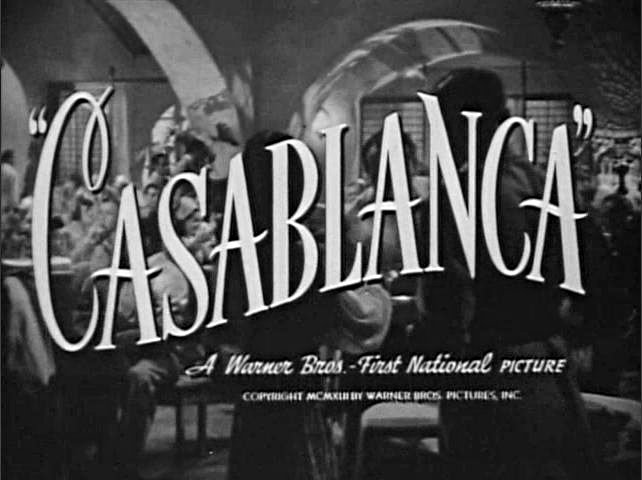
L'écran d'ouverture du film Casablanca

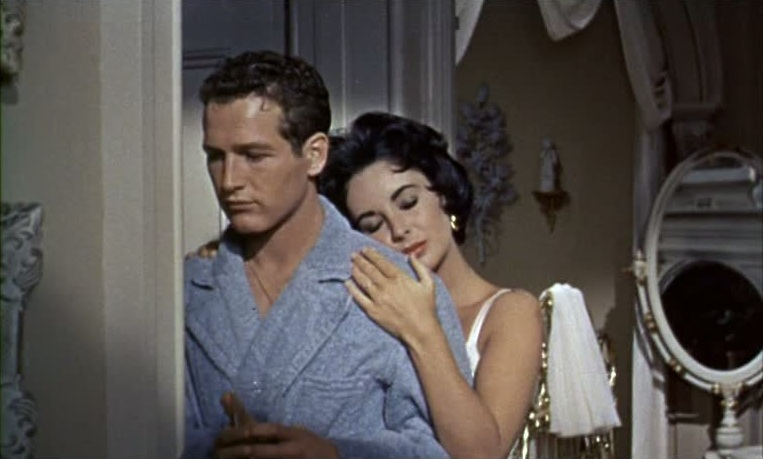
Un plan du film La Chatte sur un toit brûlant

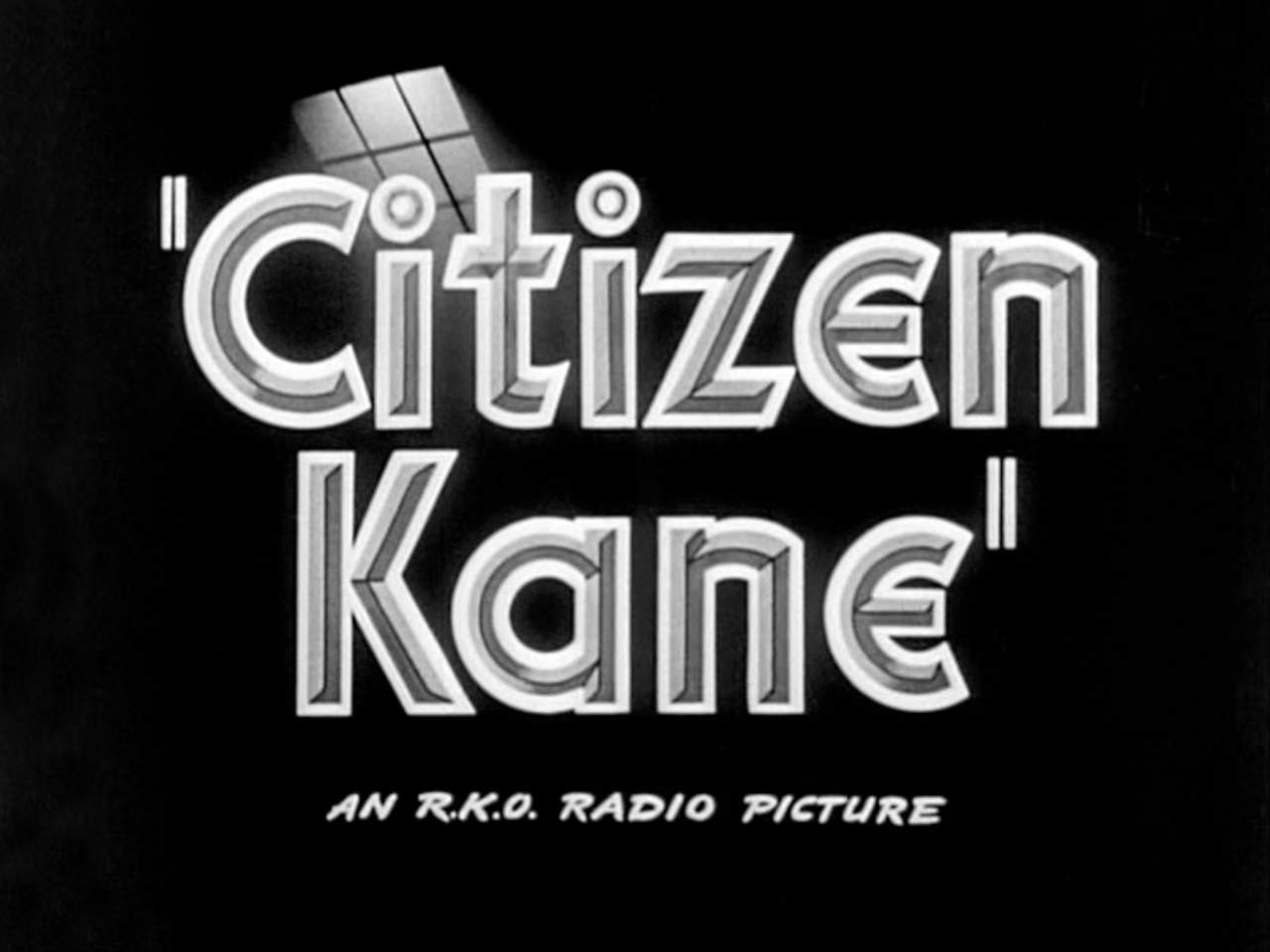
L'écran d'ouverture du film Citizen Kane

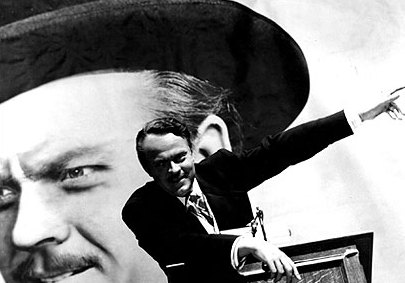
Un plan du film Citizen Kane repris dans plusieurs épisodes

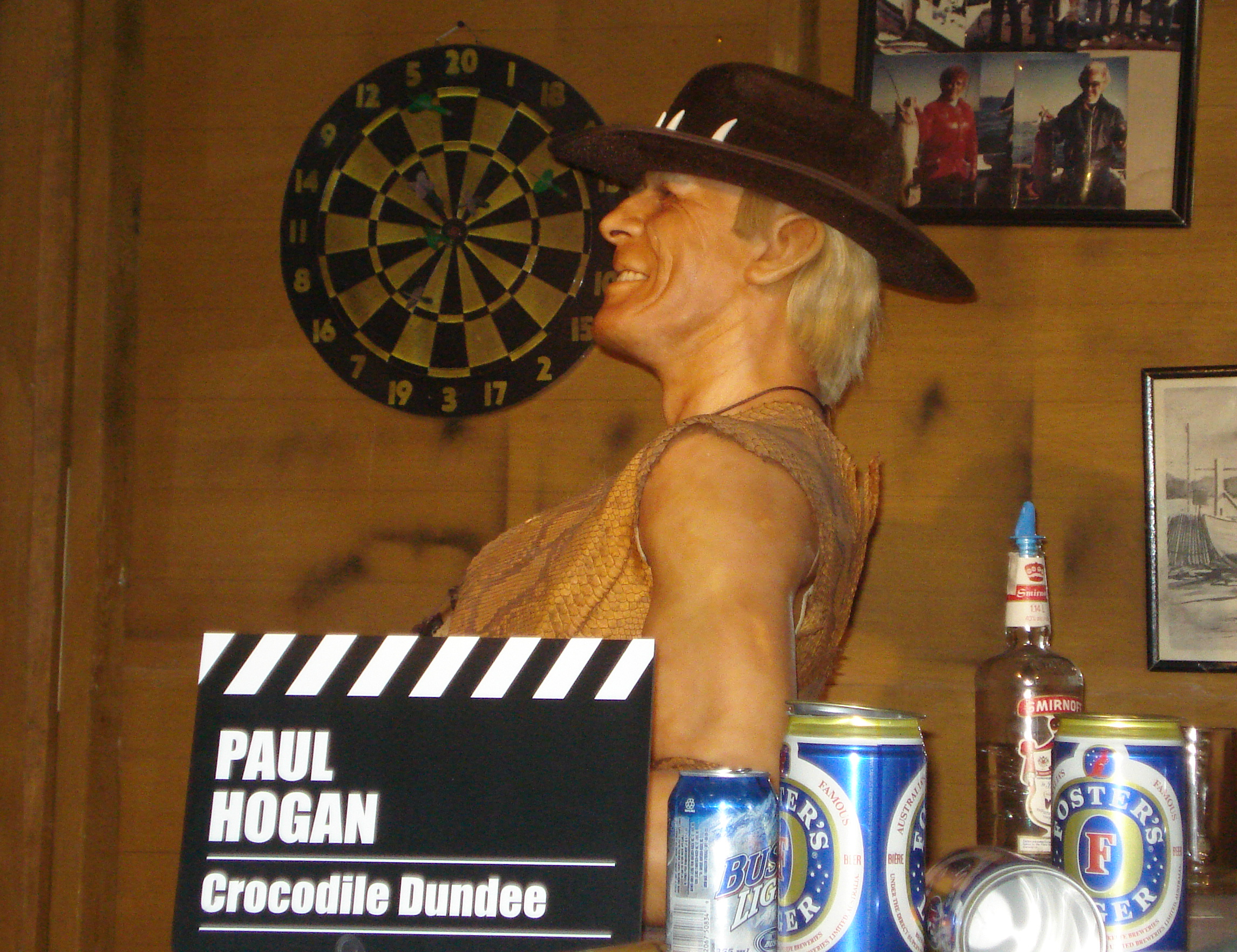
Statue de cire de Paul Hogan en Crocodile Dundee

| Film                            | Épisode                         | Notes    |
| Casablanca                      | L'Espion qui venait de chez moi |          |
| Casablanca                      | Séparés par l'amour             |          |
| Casablanca                      | J'y suis, j'y reste             |          |
| Casablanca                      | Chéri, fais moi peur            |          |
| Casablanca                      | Homer va le payer               |          |
| Casablanca                      | Vendetta                        |          |
| Casino                          | Max Simpson                     | Citation |
| Le Cercle des poètes disparus   | Mini Golf, Maxi Beauf           |          |
| Le Cercle des poètes disparus   | Un chien de ma chienne          |          |
| Le Cercle des poètes disparus   | Touche pas à mon rein           |          |
| Le Cercle des poètes disparus   | Pour l'amour d'Edna             |          |
| Les Chariots de feu             | Le premier mot de Lisa          |          |
| La Chasse aux diplômes          | Homer va à la fac               |          |
| La Chasse aux diplômes          | Homer patron de la centrale     |          |
| La Chatte sur un toit brûlant   | Les Secrets d'un mariage réussi |          |
| Un chien andalou                | La Chorale des péquenots        |          |
| Cinquième Colonne               | Un pour tous, tous contre un    |          |
| Citizen Kane                    | Sous le signe du poisson        |          |
| Citizen Kane                    | Le Sang, c'est de l'argent      |          |
| Citizen Kane                    | Un tramway nommé Marge          |          |
| Citizen Kane                    | Marge a trouvé un boulot        |          |
| Citizen Kane                    | Monsieur Chasse-neige           |          |
| Citizen Kane                    | Grève à la centrale             |          |
| Citizen Kane                    | Rosebud                         |          |
| Citizen Kane                    | L'enfer du jeu (saison 5)       |          |
| Citizen Kane                    | Le maire est amer               |          |
| Citizen Kane                    | Bart vend son ame               |          |
| Citizen Kane                    | Simpson Horror Show VII         |          |
| Citizen Kane                    | La Critique du lard             |          |
| Citizen Kane                    | Le Député Krusty                |          |
| Citizen Kane                    | Simpson Horror Show XVII        |          |
| Comment le Grinch a volé Noël ! | Aide-toi, le ciel t'aidera      |          |
| Comment le Grinch a volé Noël ! | Grève à la centrale             |          |
| Comment le Grinch a volé Noël ! | À bas le sergent Skinner        |          |
| Comment le Grinch a volé Noël ! | Père Noël sans frontières       |          |
| Comment le Grinch a volé Noël ! | Kill Gill, volumes 1 et 2       |          |
| Conversation secrète            | Le Rap de Bart                  |          |
| Le Convoi de la peur            | Monsieur Chasse-Neige           |          |
| Cours, Lola, cours              | Triple Erreur                   |          |
| Crocodile Dundee                | Tel père, tel clown             |          |
| Crocodile Dundee                | Krusty, le retour               |          |
| Crocodile Dundee                | Scout un jour, scout toujours   |          |
| Crocodile Dundee                | Bart contre l'Australie         |          |
| Crocodile Dundee                | Lisa a la meilleure note        |          |

### D

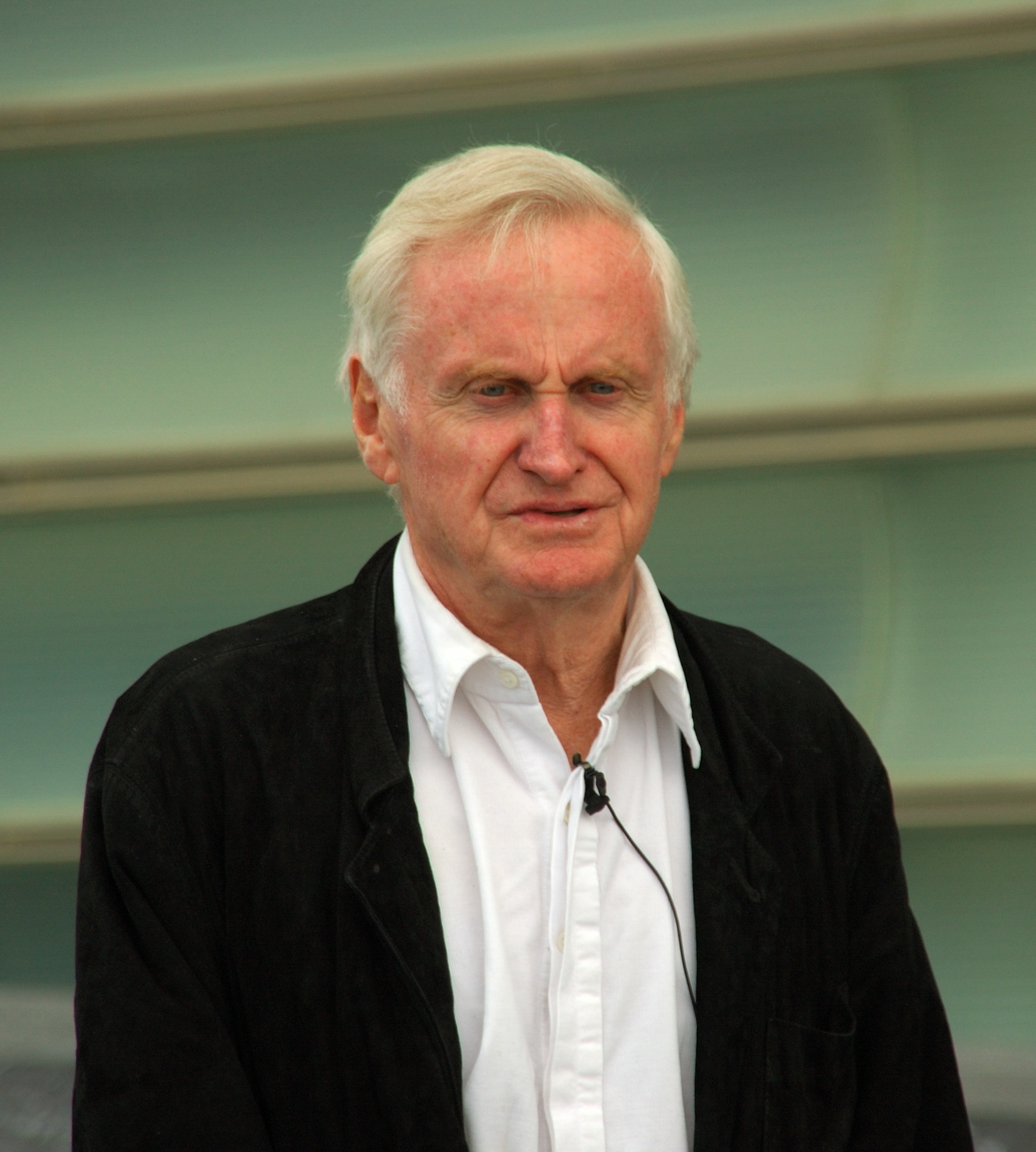
John Boorman, le réalisateur de Délivrance

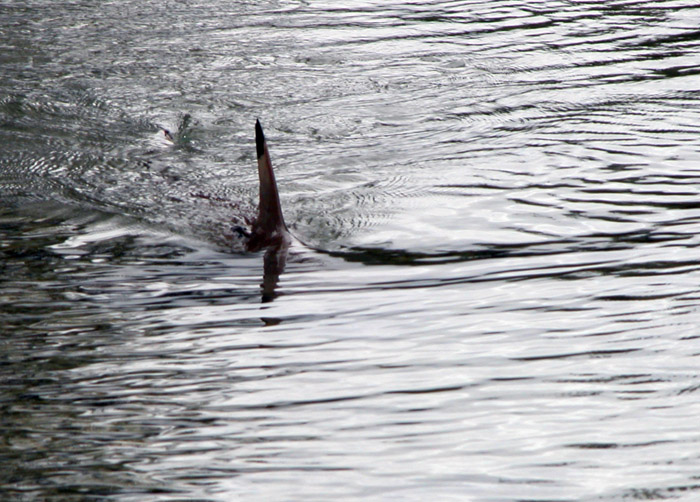
Un aileron de requin, l'image emblématique du film Les dents de la mer

| Film                | Épisode                               | Notes |
| Délivrance          | Le Sang, c'est de l'argent            |       |
| Délivrance          | Imprésario de mon cœur                |       |
| Délivrance          | Scout un jour, scout toujours         |       |
| Délivrance          | Itchy et Scratchy Land                |       |
| Délivrance          | La Chasse au sucre                    |       |
| Les dents de la mer | Tu ne déroberas point                 |       |
| Les dents de la mer | Un puits de mensonges                 |       |
| Les dents de la mer | Le premier mot de Lisa                |       |
| Les dents de la mer | Marge à l'ombre                       |       |
| Les dents de la mer | Homer va à la fac                     |       |
| Les dents de la mer | Itchy et Scratchy Land                |       |
| Les dents de la mer | Un drôle de manège                    |       |
| Les dents de la mer | Un coup de pied aux cultes            |       |
| Les dents de la mer | Simpson Horror Show XI                |       |
| Les dents de la mer | La passion selon Bart                 |       |
| Les dents de la mer | Le Chien-chien à son Homer            |       |
| Les dents de la mer | Le Père, le Fils et le Saint d'esprit |       |
| Le Dernier Empereur | Homer le grand                        |       |
| Docteur Folamour    | Tel père, tel clown                   |       |
| Docteur Folamour    | L'Enfer du jeu                        |       |
| Docteur Folamour    | Erreur sur la ville                   |       |
| Docteur Folamour    | Bombinette Bob                        |       |
| Docteur Folamour    | Sbartacus                             |       |
| Docteur Folamour    | Le Chef-d'œuvre d'Homer               |       |
| Docteur Folamour    | Simpson Horror Show XIII              |       |
| Dracula             | Simpson Horror Show IV                |       |

### E

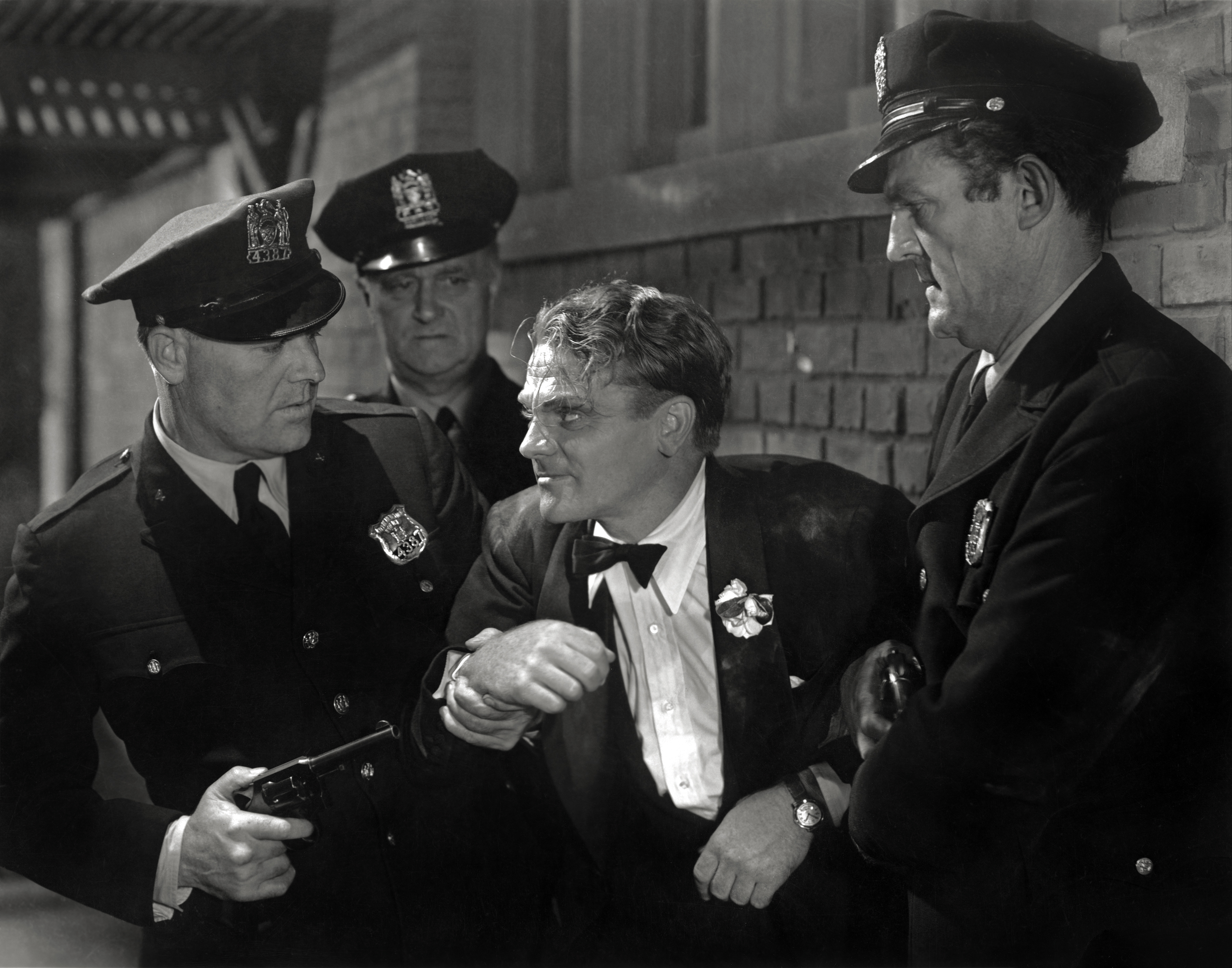
James Cagney dans le film L'ennemi public

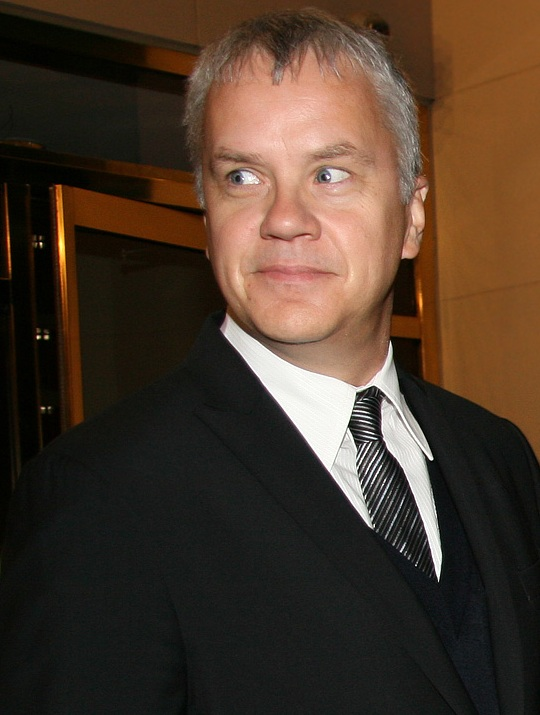
Tim Robbins, héros du film Les évadés

| Film                          | Épisode                                   | Notes |
| E.T., l'extra-terrestre       | Une vie de chien                          |       |
| E.T., l'extra-terrestre       | Pervers Homer                             |       |
| E.T., l'extra-terrestre       | Burns fait son cinéma                     |       |
| E.T., l'extra-terrestre       | Bart vend son âme                         |       |
| E.T., l'extra-terrestre       | Aux frontières du réel                    |       |
| E.T., l'extra-terrestre       | Le Pire du Soleil-Levant                  |       |
| E.T., l'extra-terrestre       | Sobre Barney « Alcooliques Non Anonymes » |       |
| E.T., l'extra-terrestre       | Papy fait de la contrebande               |       |
| E.T., l'extra-terrestre       | Future Drama                              |       |
| E.T., l'extra-terrestre       | Million Dollar Papy                       |       |
| E.T., l'extra-terrestre       | Privé de jet privé                        |       |
| E.T., l'extra-terrestre       | Simpson Horror Show XVIII                 |       |
| Edward aux mains d'argent     | Lac Terreur                               |       |
| Edward aux mains d'argent     | Simpson Horror Show XVI                   |       |
| L'Ennemi public               | Le Grand Frère                            |       |
| L'Équipée sauvage             | Le Flic et la Rebelle                     |       |
| L'Équipée sauvage             | Homer et sa bande                         |       |
| L'Équipée sauvage             | L'Orgueil du puma                         |       |
| L'Étoffe des héros            | Homer dans l'espace                       |       |
| L'Étoffe des héros            | La Grande Vie                             |       |
| L'Étoffe des héros            | Sans foi ni toit                          |       |
| Les Évadés                    | Pour l'amour de Moe                       |       |
| Les Évadés                    | Fugue pour menottes à quatre mains        |       |
| Les Évadés                    | La Grande Malbouffe                       |       |
| L'Exorciste                   | Simpson Horror Show                       |       |
| L'Exorciste                   | Le Foyer de la révolte                    |       |
| L'Exorciste                   | Simpson Horror Show VII                   |       |
| L'Exorciste                   | Homer fait son cinéma                     |       |
| L'Exorciste                   | Fiesta à Las Vegas                        |       |
| L'Exorciste                   | Simpson Horror Show XVI                   |       |
| L'Express du colonel Von Ryan | Il faut Bart le fer tant qu'il est chaud  |       |

### F

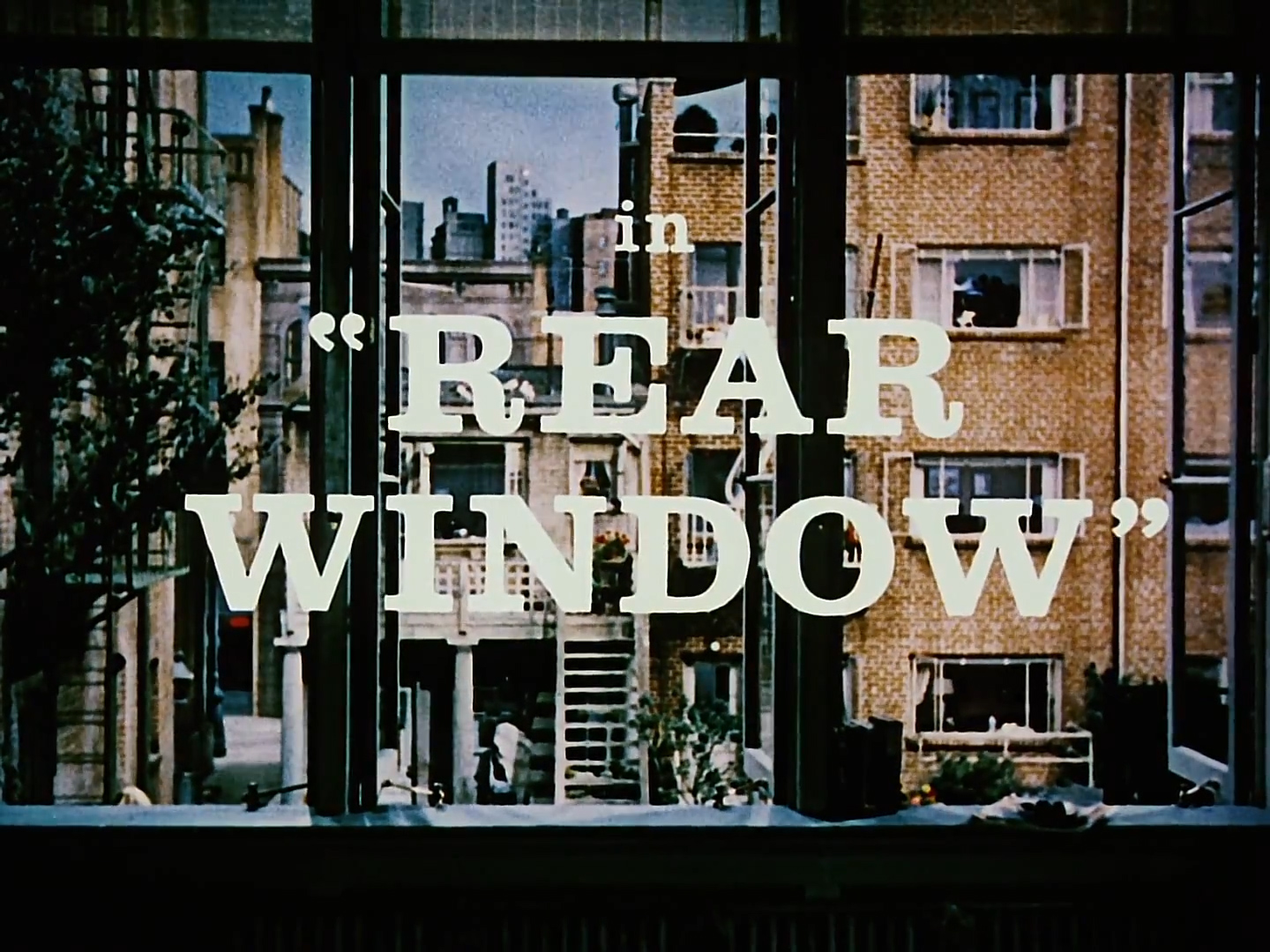
L'écran d'ouverture du film fenêtre sur cour

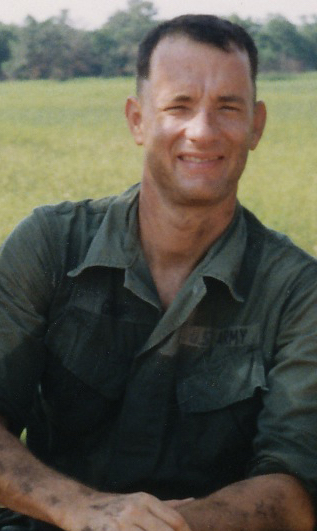
Tom Hanks sur le tournage de Forrest Gump

| Film               | Épisode                            | Notes                                                  |
| Fantasia           | Simpson Horror Show IV             |                                                        |
| Fantasia           | Itchy et Scratchy Land             |                                                        |
| Fantasia           | Les Simpson dans la Bible          |                                                        |
| Fantasia           | Le Cerveau                         |                                                        |
| Fantasia           | Simpson Horror Show XVIII          |                                                        |
| Le faucon maltais  | Homer le clown                     |                                                        |
| Le faucon maltais  | Krusty, le retour                  |                                                        |
| Fenêtre sur cour   | Bart des ténèbres                  |                                                        |
| La Firme           | Un monde trop parfait              |                                                        |
| La Firme           | Pour quelques milliards de plus    |                                                        |
| Flashdance         | Shary Bobbins                      |                                                        |
| Flashdance         | Tout sur Lisa                      | Nelson reproduit une partie de la chorégraphie du film |
| Footloose          | La Conquête du test                |                                                        |
| Forrest Gump       | Marge et son petit voleur          |                                                        |
| Forrest Gump       | Le Bus fatal                       |                                                        |
| Forrest Gump       | Tout sur Homer                     |                                                        |
| Forrest Gump       | Homer rentre dans la reine         |                                                        |
| Forrest Gump       | Escroc à grande échelle            |                                                        |
| French Connection  | Le Petit Parrain                   |                                                        |
| French Connection  | La Springfield connection          |                                                        |
| French Connection  | La Critique du lard                |                                                        |
| Frère de sang      | Simpson Horror Show VII            |                                                        |
| Le fugitif         | La Rivale de Lisa                  |                                                        |
| Le fugitif         | Qui a tiré sur M. Burns ? partie 2 |                                                        |
| Le fugitif         | Bart devient célèbre               |                                                        |
| Full Metal Jacket  | Terreur à la récré                 |                                                        |
| Full Metal Jacket  | Mini golf, maxi beauf              |                                                        |
| Full Metal Jacket  | Un ennemi très cher                |                                                        |
| Full Metal Jacket  | Bombinette Bob                     |                                                        |
| Full Metal Jacket  | Willie le gentleman                |                                                        |
| Full Metal Jacket  | Homer s'engage                     |                                                        |
| La Fureur de vivre | Le Gros Petit Ami de Lisa          |                                                        |
| La Fureur de vivre | Homer et sa bande                  |                                                        |

### G
| Film                     | Épisode                         | Notes |
| Génération rebelle       | Le Roi du dessin animé          |       |
| Génération rebelle       | Homer le rocker                 |       |
| Le Golf en folie         | Une partie Homérique            |       |
| Le Golf en folie         | Premier Pas dans le grand monde |       |
| Le Golf en folie         | Le Fils indigne de M. Burns     |       |
| Le Golf en folie         | Qui veut tuer Homer             |       |
| Good Night and Good Luck | Infos sans gros mots            |       |
| La Grande Évasion        | Un tramway nommé Marge          |       |
| La Grande Évasion        | Enfin clown                     |       |
| Les Griffes de la nuit   | Lac Terreur                     |       |
| Les Griffes de la nuit   | Simpson Horror Show V           |       |
| Les Griffes de la nuit   | Simpson Horror Show VI          |       |
| Les Griffes de la nuit   | Simpson Horror Show IX          |       |
| Les Griffes de la nuit   | Simpson Horror Show X           |       |
| Les Griffes de la nuit   | Simpson Horror Show XIV         |       |
| Les Griffes de la nuit   | Million Dollar Papy             |       |
| Les Guerriers de la nuit | Mini Minette Maya Moe           |       |

### H
| Film                    | Épisode                | Notes                                                                       |
| Harry Potter            | Les Aléas de l'amour   | Le professeur Rogue apparaît dans l'épisode en faisant référence à sa magie |
| Harry Potter            | Les petits sorciers    |                                                                             |
| Harvey                  | Mel Gibson les cloches |                                                                             |
| Harvey                  | Klingon, j'arrive      |                                                                             |
| Un homme d'exception    | Une mamie hors la loi  |                                                                             |
| Les Hommes du président | Le maire est amer      |                                                                             |

### I

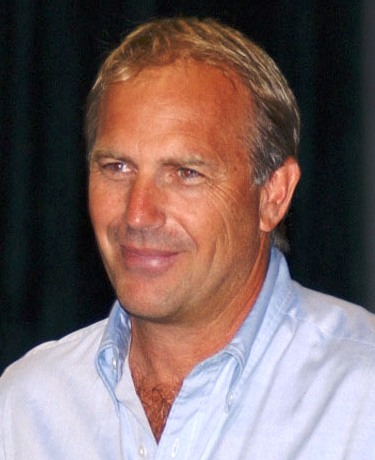
Kevin Costner, interprète de Eliot Ness, personnage principal des Incorruptibles

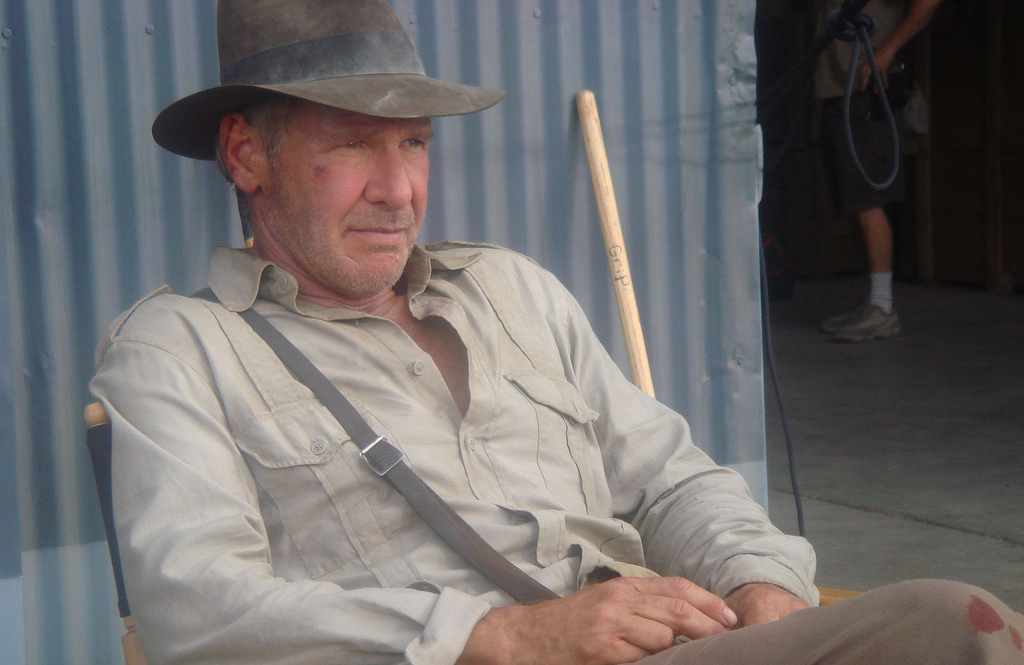
Harrison Ford en costume d'Indiana Jones

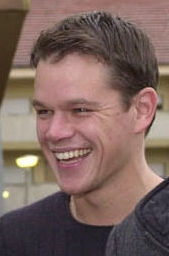
Matt Damon, interprète du soldat Ryan

| Film                                  | Épisode                                | Notes             |
| Les Incorruptibles                    | Homer va à la fac                      |                   |
| Les Incorruptibles                    | Homer, le baron de la bière            |                   |
| Les Incorruptibles                    | Homer, garde du corps                  |                   |
| Les Aventuriers de l'arche perdue     | Séparés par l'amour                    |                   |
| Les Aventuriers de l'arche perdue     | Monsieur chasse-neige                  |                   |
| Les Aventuriers de l'arche perdue     | Le Grand Frère                         |                   |
| Les Aventuriers de l'arche perdue     | Homer le grand                         |                   |
| Les Aventuriers de l'arche perdue     | La Springfield connection              |                   |
| Les Aventuriers de l'arche perdue     | Un poisson nommé Selma                 |                   |
| Les Aventuriers de l'arche perdue     | Grand-Père Simpson et le trésor maudit |                   |
| Les Aventuriers de l'arche perdue     | Une récolte d'enfer                    |                   |
| Les Aventuriers de l'arche perdue     | La Chasse au sucre                     |                   |
| Les Aventuriers de l'arche perdue     | La Reine de l'orthographe              |                   |
| Les Aventuriers de l'arche perdue     | Tous les goûts sont permis             |                   |
| Indiana Jones et le Temple maudit     | Le Palais du Gaucher                   |                   |
| Indiana Jones et le Temple maudit     | Le garçon qui en savait trop           |                   |
| Indiana Jones et le Temple maudit     | Coup de poker                          |                   |
| Indiana Jones et le Temple maudit     | Notre Homer qui êtes un dieu           |                   |
| Indiana Jones et la Dernière Croisade | Tu ne déroberas point                  | en V.F. seulement |
| Indiana Jones                         | Mel Gibson les cloches                 |                   |
| Indiana Jones                         | L'Histoire apparemment sans fin        |                   |
| Les Infiltrés                         | L'infiltré                             |                   |
| Il faut sauver le soldat Ryan         | Mel Gibson les cloches                 |                   |
| Il faut sauver le soldat Ryan         | Une récolte d'enfer                    |                   |
| Il faut sauver le soldat Ryan         | Millie le petit orphelin               |                   |

### J

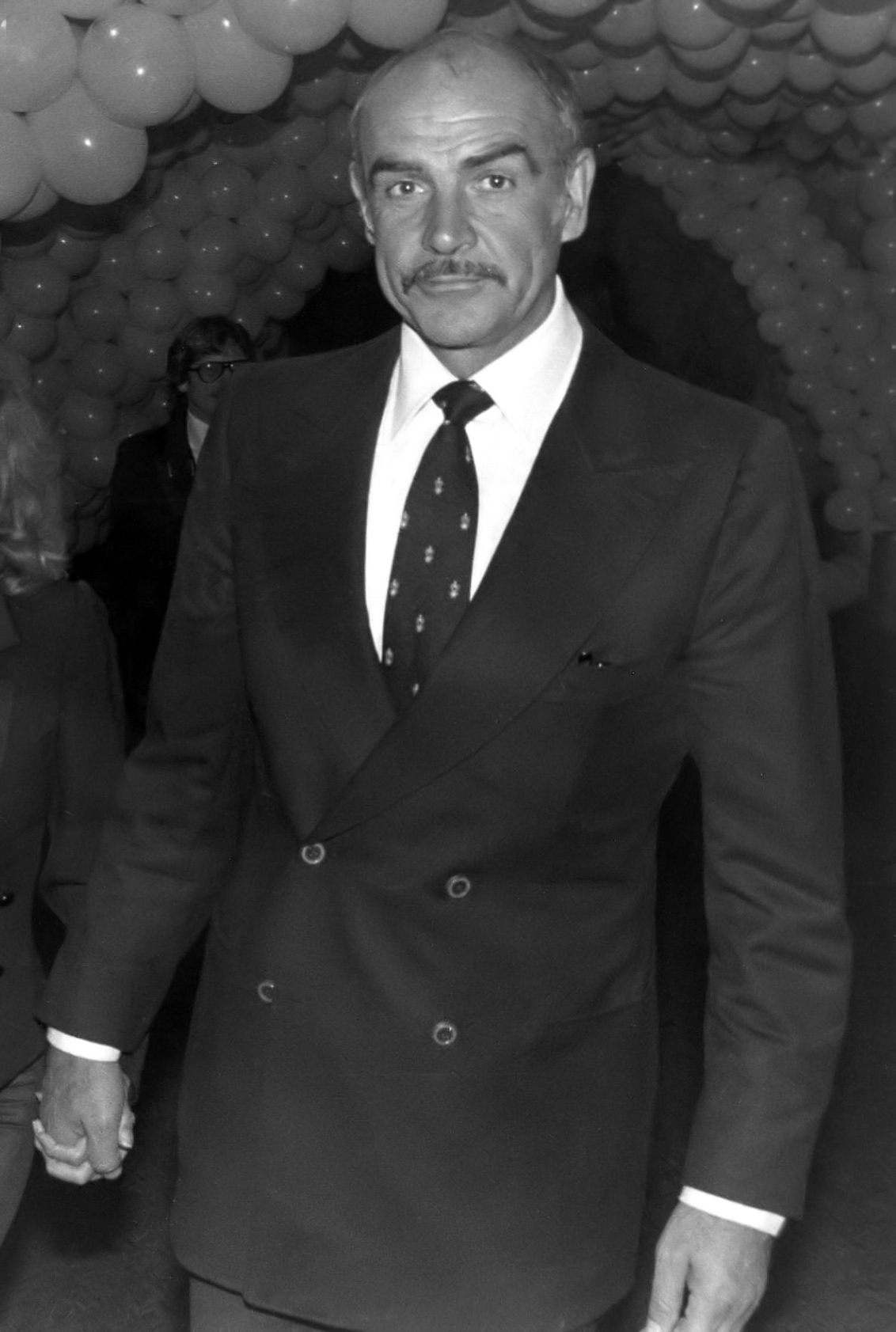
Sean Connery en 1980

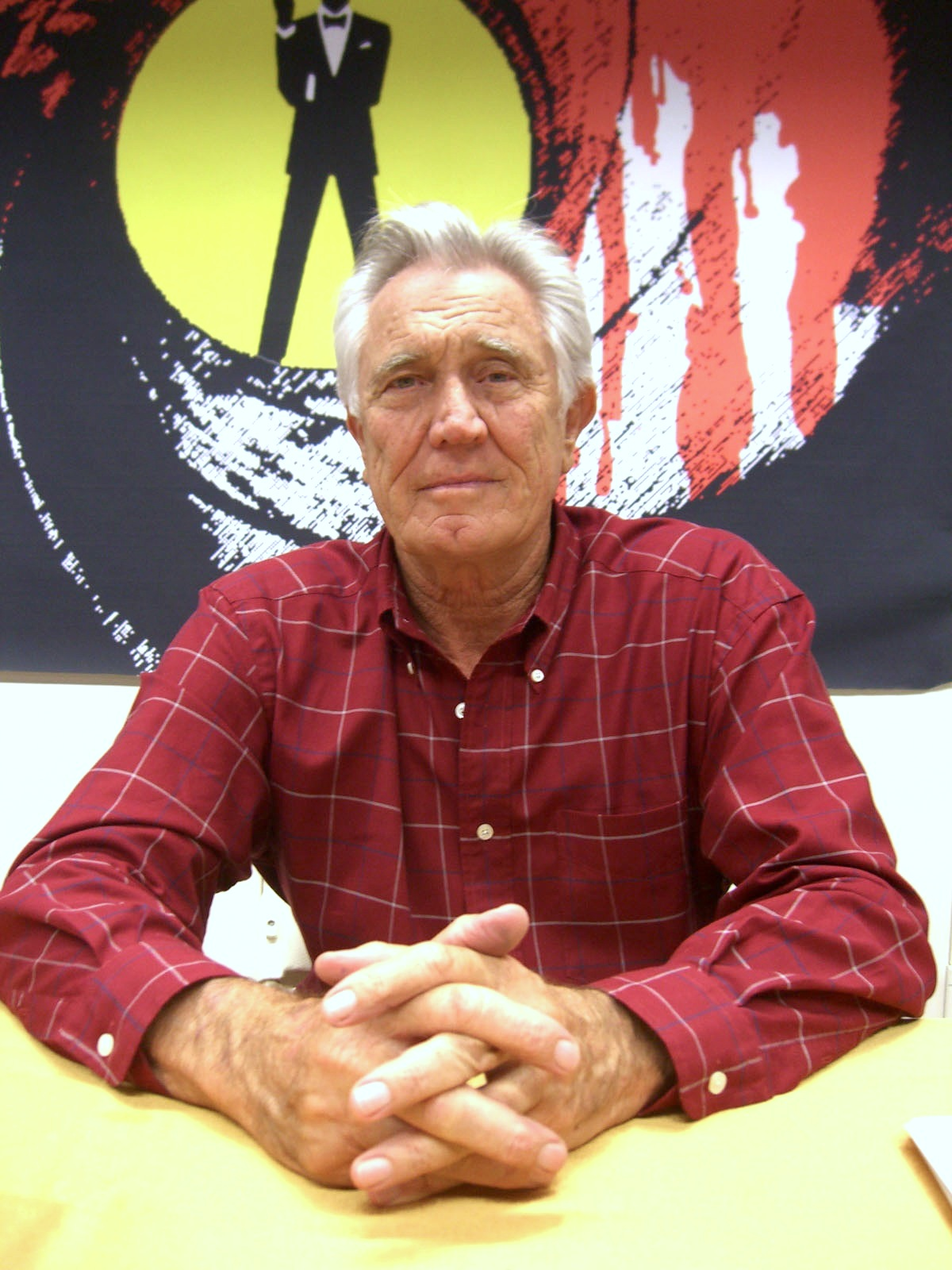
George Lazenby en 2008

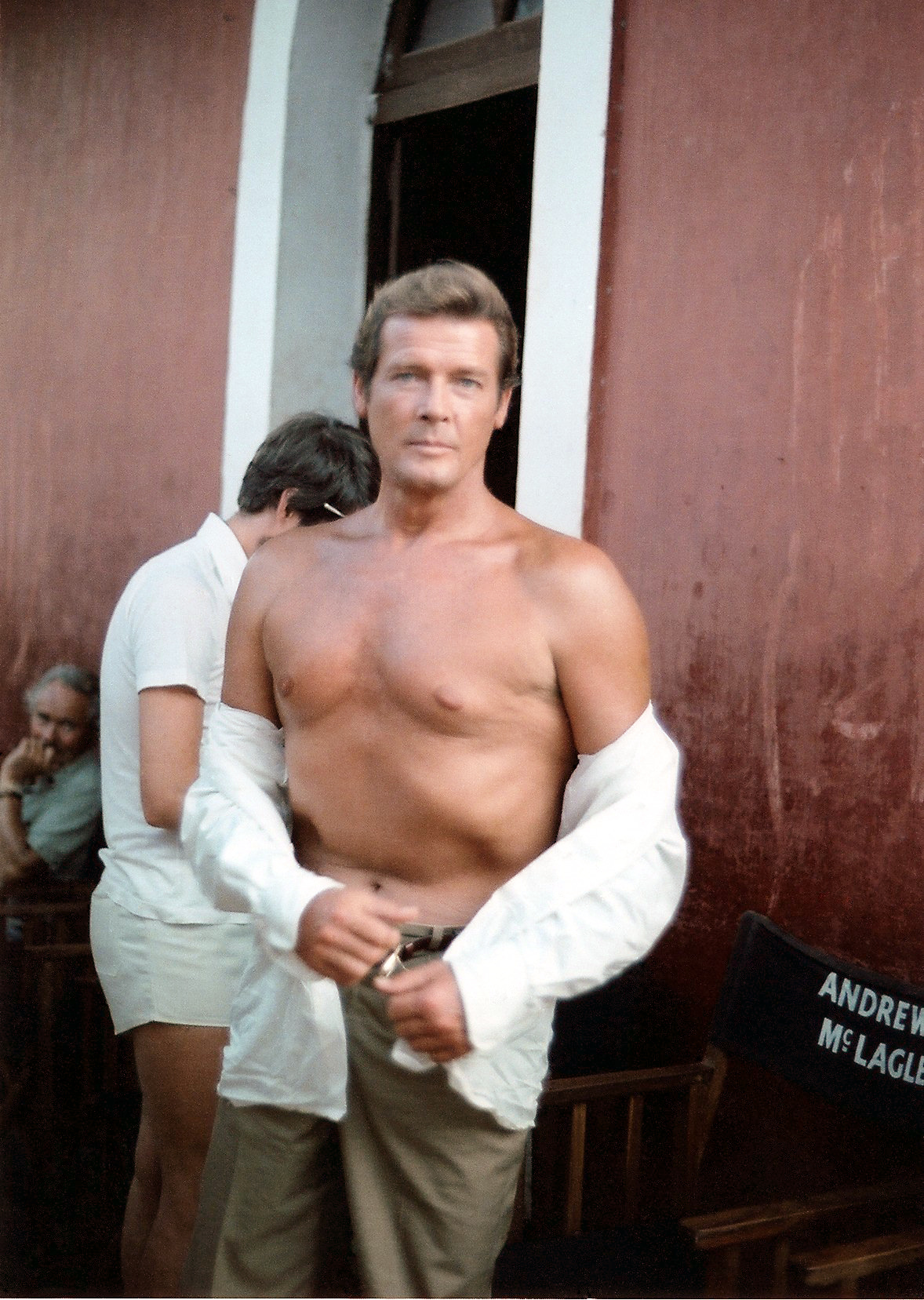
Roger Moore en 1979

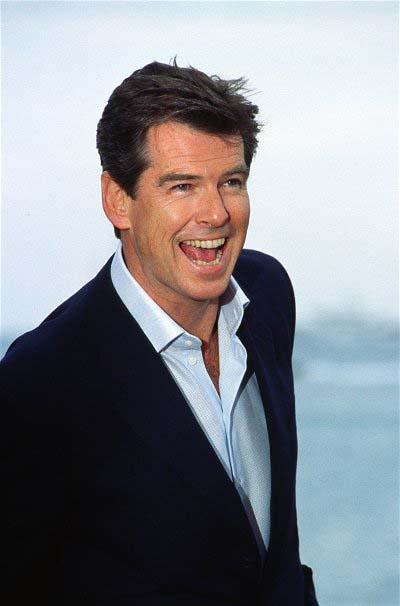
Pierce Brosnan au Festival de Cannes en 2002

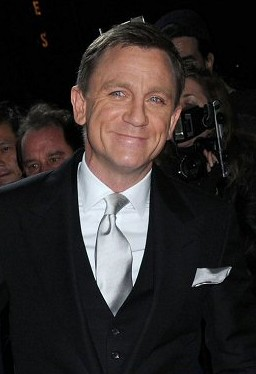
Daniel Craig à la première de Quantum of Solace en 2008

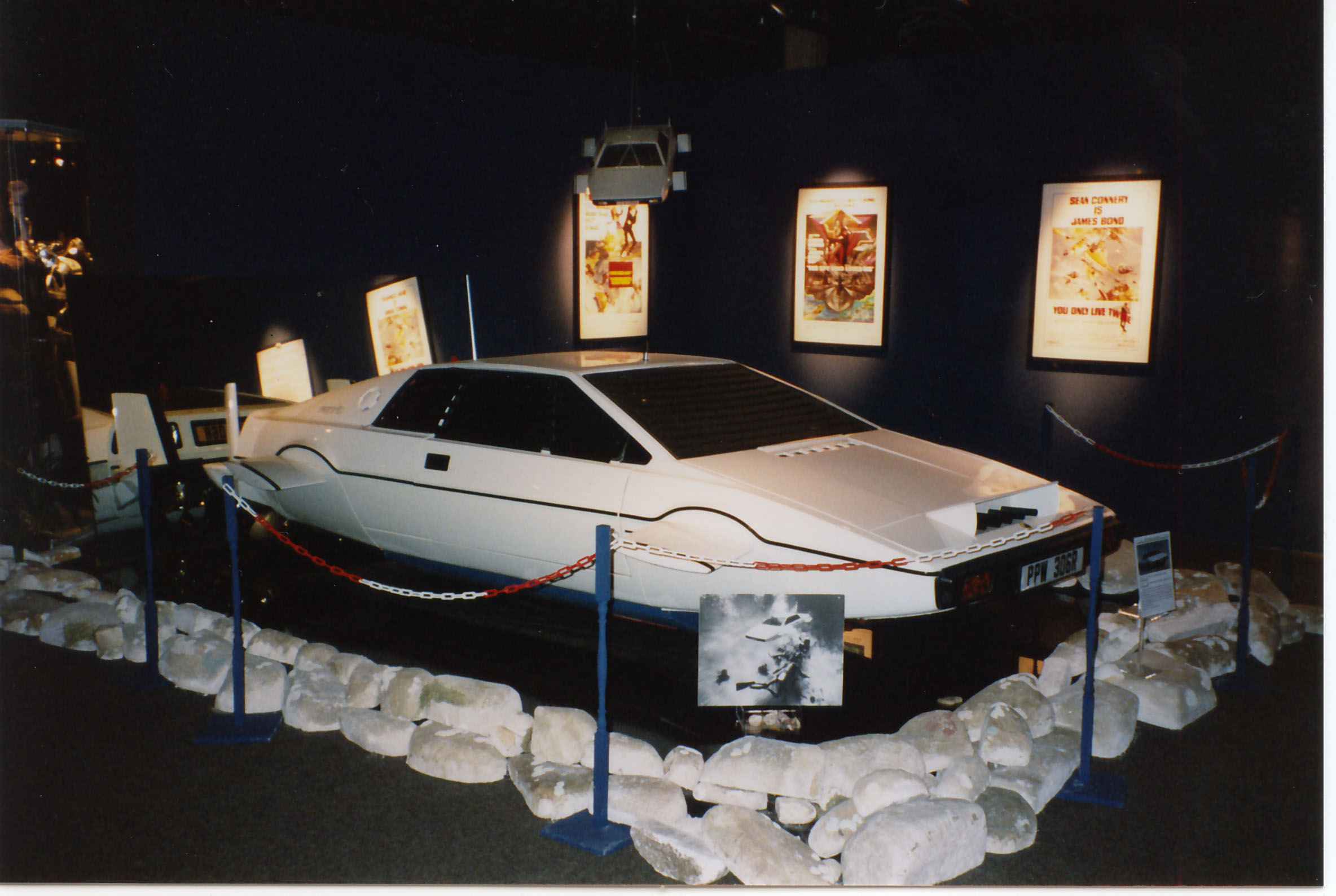
la Lotus Esprit du film L'Espion qui m'aimait

Le Walther PPK, symbolisant James Bond

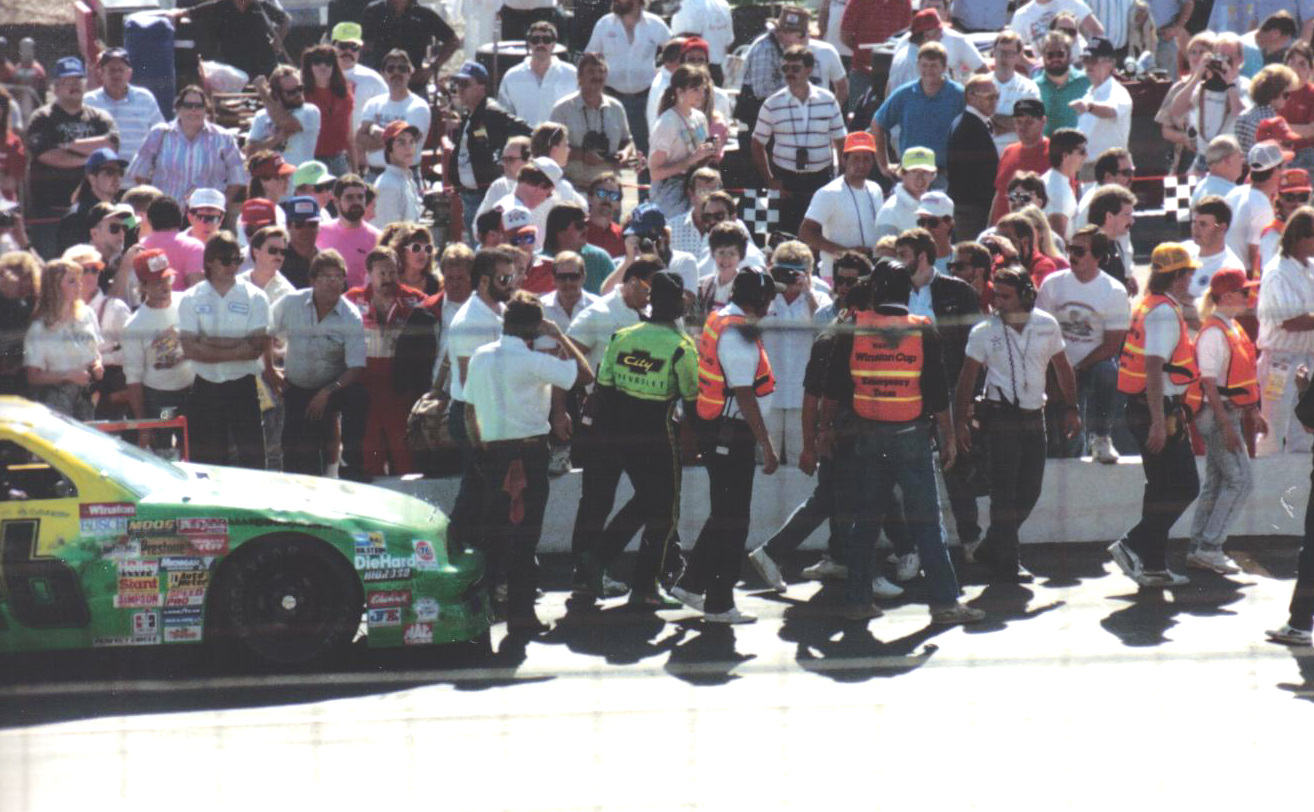
Le tournage du film Jour de tonnerre

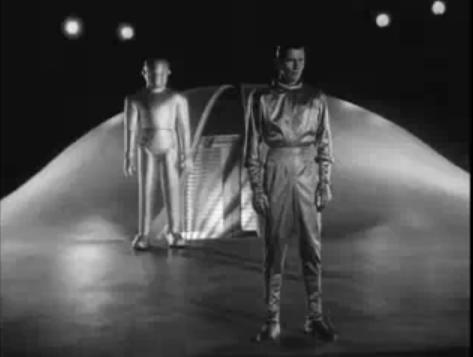
Image du film le jour où la Terre s'arrêta

| Film                                     | Épisode                                | Notes             |
| James Bond: James Bond 007 contre Dr. No | Le Tube qui tue                        |                   |
| Goldfinger                               | Noël mortel                            |                   |
| Goldfinger                               | L'Enfer du jeu (saison 3)              |                   |
| Goldfinger                               | Séparés par l'amour                    |                   |
| Goldfinger                               | Lac Terreur                            |                   |
| Goldfinger                               | Le mariage de Lisa                     | En V.F. seulement |
| Goldfinger                               | Qui a tiré sur Mr Burns ? partie 1     |                   |
| Goldfinger                               | Max Simpson                            | En V.O. seulement |
| Goldfinger                               | Beau comme un camion                   |                   |
| Goldfinger                               | Big Mama Lisa                          |                   |
| Goldfinger                               | Un monde trop parfait                  |                   |
| Goldfinger                               | Notre Homer qui êtes un dieu           |                   |
| Opération Tonnerre                       | Homer rentre dans la reine             |                   |
| On ne vit que deux fois                  | Le Palais du Gaucher                   |                   |
| On ne vit que deux fois                  | Pour l'amour d'Edna                    |                   |
| On ne vit que deux fois                  | Un monde trop parfait                  | En V.O. seulement |
| On ne vit que deux fois                  | Mona de l'au-delà                      |                   |
| Au service secret de Sa Majesté          | Chéri, fais moi peur                   |                   |
| Les diamants sont éternels               | Un monde trop parfait                  |                   |
| Vivre et laisser mourir                  | Homer aime Flanders                    |                   |
| Vivre et laisser mourir                  | Lisa la végétarienne                   |                   |
| Vivre et laisser mourir                  | Un coup de pied aux cultes             |                   |
| L'Homme au pistolet d'or                 | Les jolies colonies de vacances        |                   |
| L'Homme au pistolet d'or                 | Marge Folies                           |                   |
| L'Espion qui m'aimait                    | Mel Gibson les cloches                 |                   |
| L'Espion qui m'aimait                    | Mona de l'au-delà                      |                   |
| Moonraker                                | Homer, garde du corps                  |                   |
| Moonraker                                | Aventures au Brésil                    |                   |
| Moonraker                                | La Guerre secrète de Lisa Simpson      |                   |
| Rien que pour vos yeux                   | Tel père, tel clown                    |                   |
| Rien que pour vos yeux                   | L'Amour pédagogique                    | En V.O. seulement |
| Octopussy                                | Le mariage de Lisa                     | En V.O. seulement |
| Octopussy                                | Lézards populaires                     | En V.O. seulement |
| Octopussy                                | La Guerre secrète de Lisa Simpson      |                   |
| Octopussy                                | Le Journal de Lisa Simpson             |                   |
| Jamais plus jamais                       | La veuve noire                         |                   |
| Dangereusement vôtre                     | Courses épiques                        |                   |
| Permis de tuer                           | Grand-Père Simpson et le trésor maudit |                   |
| Permis de tuer                           | Pour quelques bretzels de plus         |                   |
| Permis de tuer                           | Little Big Lisa                        |                   |
| GoldenEye                                | Un monde trop parfait                  |                   |
| GoldenEye                                | Homer perd la boule                    |                   |
| James Bond : références générales        | Fluctuat Homergitur                    |                   |
| James Bond : références générales        | Une belle simpsonnerie                 |                   |
| James Bond : références générales        | Itchy & Scratchy, le film              |                   |
| James Bond : références générales        | Ne lui jetez pas la première bière     |                   |
| James Bond : références générales        | L'Enfer du jeu (saison 5)              |                   |
| James Bond : références générales        | Et avec Maggie ça fait trois           |                   |
| James Bond : références générales        | 22 courts-métrages sur Springfield     |                   |
| James Bond : références générales        | Un drôle de manège                     |                   |
| James Bond : références générales        | La Dignité d'Homer                     |                   |
| James Bond : références générales        | Simpson Horror Show XII                |                   |
| James Bond : références générales        | La Double Vie de Lisa                  |                   |
| James Bond : références générales        | La Reine de l'orthographe              |                   |
| James Bond : références générales        | Attrapez-nous si vous pouvez           |                   |
| James Bond : références générales        | Maman de bar                           |                   |
| James Bond : références générales        | L'Indomptable                          |                   |
| James Bond : références générales        | Mon meilleur ennemi                    |                   |
| James Bond : références générales        | Les Apprentis Sorciers                 |                   |
| James Bond : références générales        | Burns est piqué                        |                   |
| James Bond : références générales        | Marge reste de glace                   |                   |
| James Bond : références générales        | Un monde trop parfait                  |                   |
| James Bond : références générales        | Homer rentre dans la reine             |                   |
| James Bond : références générales        | Le Journal de Lisa Simpson             |                   |
| James Bond : références générales        | Notre Homer qui êtes un dieu           |                   |
| James Bond : références générales        | Little Big Lisa                        |                   |
| Jours de tonnerre                        | Un père dans la course                 |                   |
| Jours de tonnerre                        | Mère hindoue, fils indigne             |                   |
| Le jour le plus long                     | Terreur à la récré                     |                   |
| Le jour le plus long                     | Un poisson nommé Selma                 |                   |
| Le Jour où la Terre s'arrêta             | Aux frontières du réel                 |                   |
| Le Jour où la Terre s'arrêta             | Homer, garde du corps                  |                   |
| Jurassic Park                            | Mon pote l'éléphant                    |                   |
| Jurassic Park                            | Un ennemi très cher                    |                   |
| Jurassic Park                            | Itchy et Scratchy Land                 |                   |
| Jurassic Park                            | Simpson Horror Show V                  |                   |
| Jurassic Park                            | Homer fait son cinéma                  |                   |
| Jurassic Park                            | L'amour ne s'achète pas                |                   |
| Jurassic Park                            | Le Pire du Soleil-Levant               |                   |
| Jurassic Park                            | La Dernière Folie de grand-père        |                   |

### K

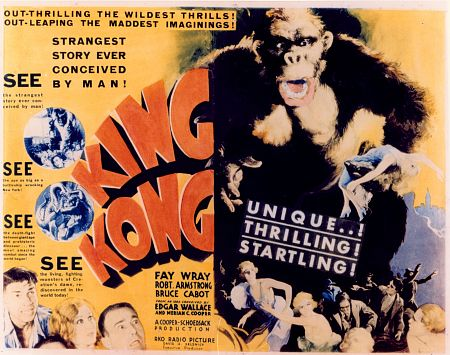
L'affiche du film King Kong

| Film       | Épisode                                          | Notes |
| Karaté Kid | Mini golf, maxi beauf                            |       |
| Karaté Kid | Le Palais du Gaucher                             |       |
| Karaté Kid | Le Drapeau... potin de Bart                      |       |
| The Killer | L'Amoureux de Grand-Mère                         |       |
| King Kong  | Aide-toi, le ciel t'aidera                       |       |
| King Kong  | Simpson Horror Show III                          |       |
| King Kong  | Scout un jour, scout toujours                    |       |
| King Kong  | L'amour ne s'achète pas                          |       |
| King Kong  | Le Pire du Soleil-Levant                         |       |
| King Kong  | La Pilule qui rend sage                          |       |
| King Kong  | Il était une « foi »                             |       |
| King Kong  | Le Cerveau                                       |       |
| King Kong  | Le Safari des Simpson                            |       |
| King Kong  | Robotflop                                        |       |
| King Kong  | Papy fait de la contrebande                      |       |
| King Kong  | Bart a deux mamans                               |       |
| King Kong  | Les Baguettes magiques                           |       |
| King Kong  | La vengeance est un plat qui se mange trois fois |       |

### L

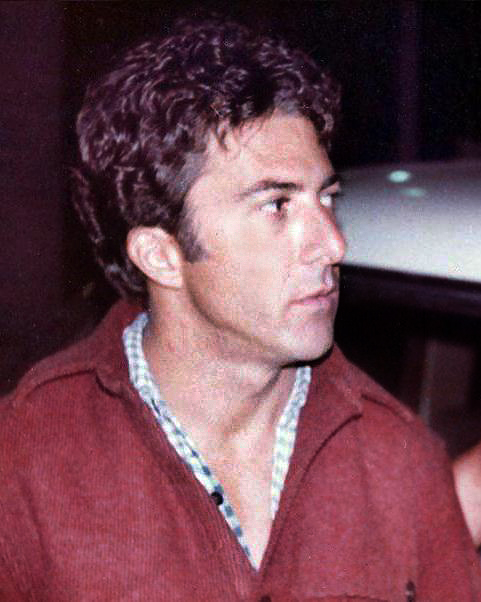
Dustin Hoffman, Le Lauréat (ici, en 1974, sur le tournage de Lenny

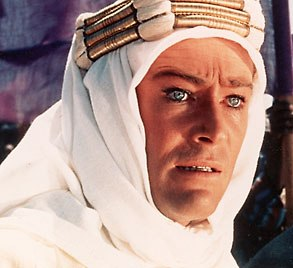
Peter O'Toole en Lawrence d'Arabie

| Film                          | Épisode                                  | Notes                                       |
| Las Vegas Parano              | Fiesta à Las Vegas                       |                                             |
| Le Lauréat                    | Un poisson nommé Fugu                    |                                             |
| Le Lauréat                    | Mon prof, ce héros au sourire si doux    |                                             |
| Le Lauréat                    | L'Amoureux de Grand-Mère                 |                                             |
| Lawrence d'Arabie             | L'odyssée d'Homer                        |                                             |
| Lawrence d'Arabie             | Le Saut de la mort                       |                                             |
| Lawrence d'Arabie             | Le Blues d'Apu                           |                                             |
| Les Griffes de la nuit        | Simpson Horror Show VI                   | Lac Terreur                                 |
| Liaison fatale                | L'Héritier de Burns                      |                                             |
| La ligne verte                | Une chaise pour deux                     |                                             |
| Le Bon, la brute et le truand | Le mystérieux voyage d'Homer             |                                             |
| Love Actually                 | Les Aléas de l'amour                     | Homer et Bart regardent une parodie du film |
| Luke la main froide           | La veuve noire                           |                                             |
| Luke la main froide           | Il faut Bart le fer tant qu'il est chaud |                                             |
| Luke la main froide           | Les Vrais-Faux Simpson                   |                                             |
| Luke la main froide           | Folie homérique                          |                                             |

### M

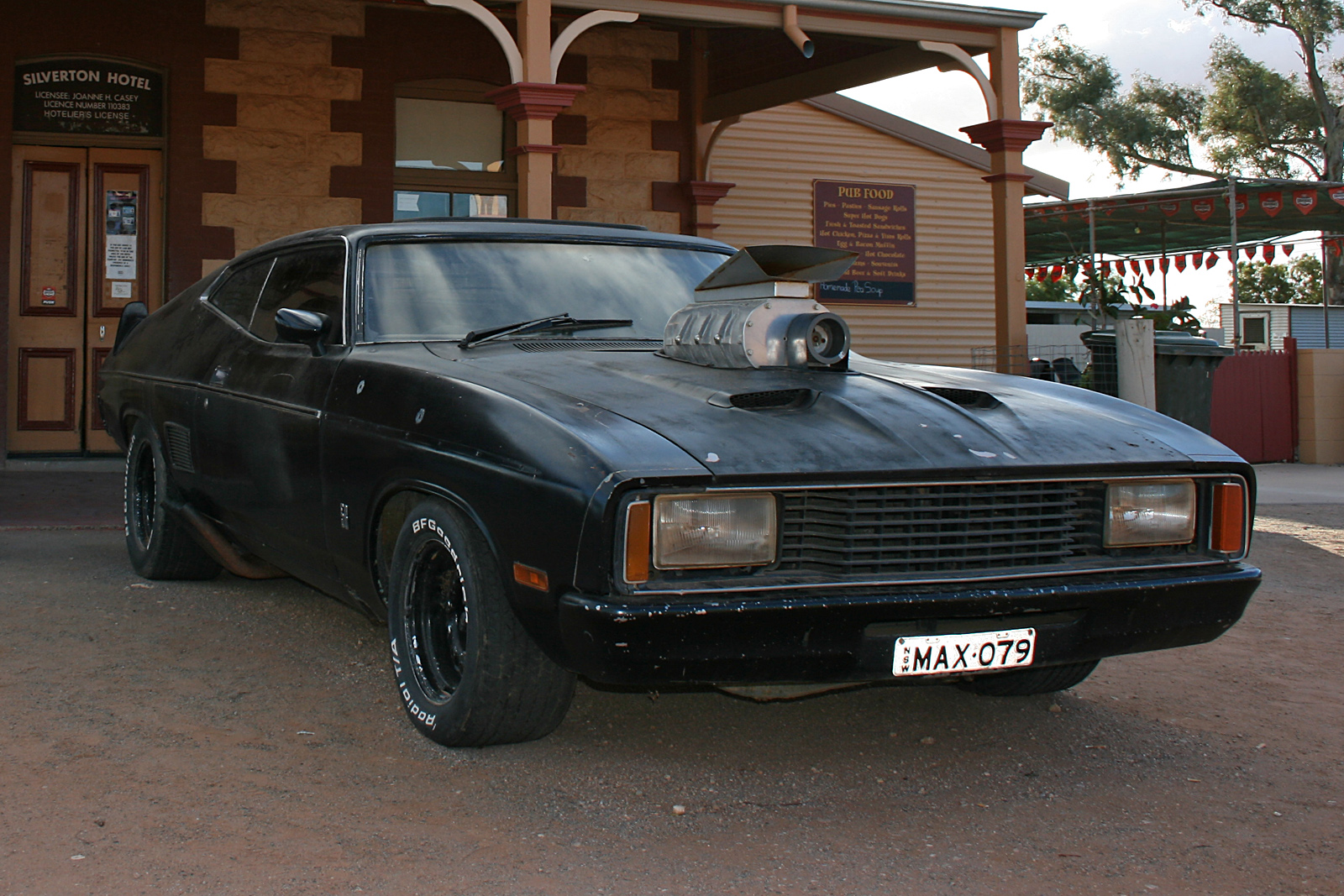
La voiture de Mel Gibson dans Mad Max

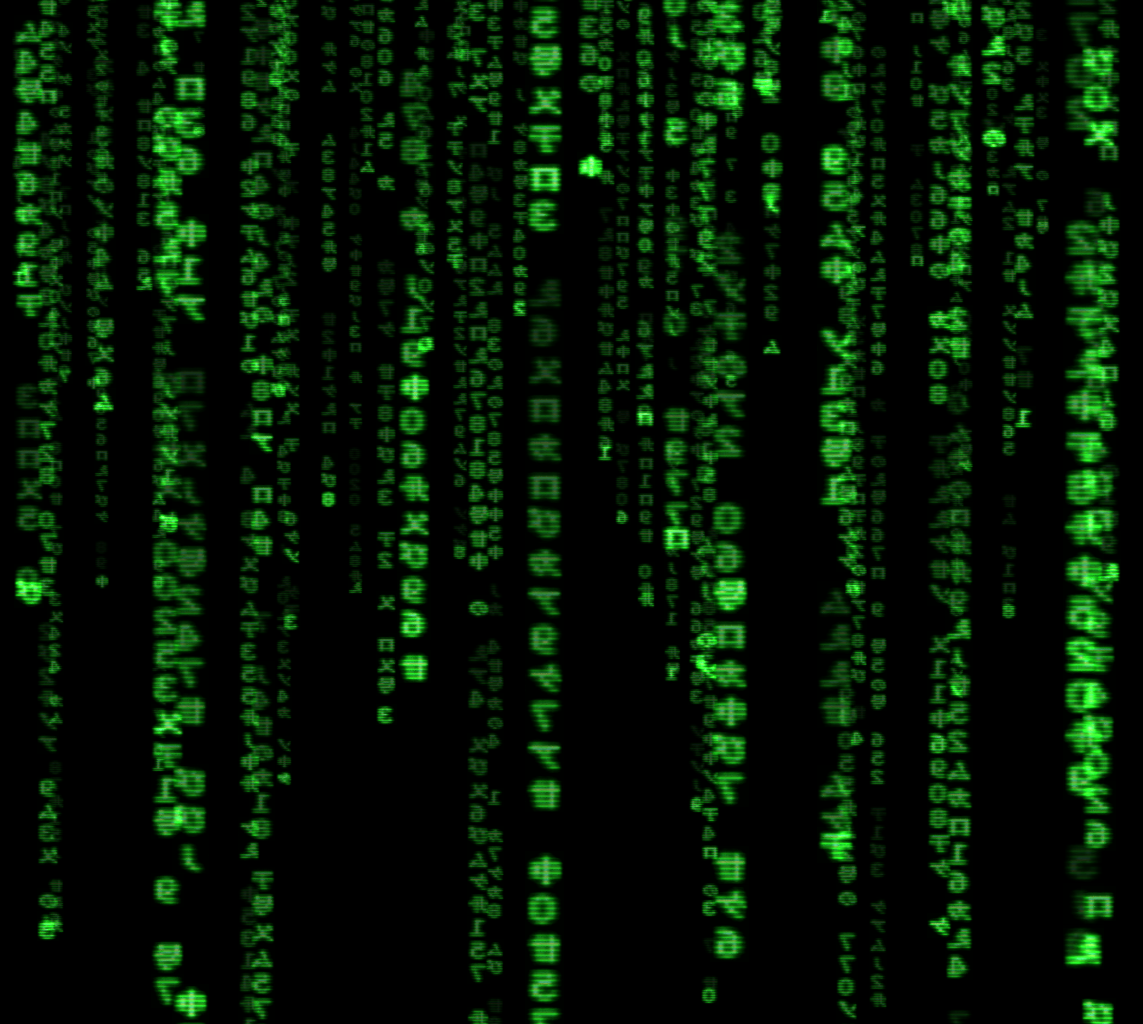
« La matrice »

| Film                        | Épisode                                | Notes |
| Mad Max                     | Bart contre l'Australie                |       |
| Mad Max                     | Le citron de la discorde               |       |
| Mad Max                     | Mel Gibson les cloches                 |       |
| Mad Max                     | Les Maux de Moe                        |       |
| Mad Max                     | Une mamie hors la loi                  |       |
| Le magicien d'Oz            | Toute la vérité, rien que la vérité    |       |
| Le magicien d'Oz            | Simpson Horror Show II                 |       |
| Le magicien d'Oz            | Le Palais du Gaucher                   |       |
| Le magicien d'Oz            | La veuve noire                         |       |
| Le magicien d'Oz            | Le Retour du frère prodigue            |       |
| Le magicien d'Oz            | Le Choix de Selma                      |       |
| Le magicien d'Oz            | Le jour de la raclée                   |       |
| Le magicien d'Oz            | Rosebud                                |       |
| Le magicien d'Oz            | La Dernière Tentation d'Homer          |       |
| Le magicien d'Oz            | L'Enfer du jeu (saison 3)              |       |
| Le magicien d'Oz            | Le mariage de Lisa                     |       |
| Le magicien d'Oz            | Bart vend son âme                      |       |
| Le magicien d'Oz            | Grand-Père Simpson et le trésor maudit |       |
| Le magicien d'Oz            | Une crise de Ned                       |       |
| Le magicien d'Oz            | Shary Bobbins                          |       |
| Le magicien d'Oz            | La Phobie d'Homer                      |       |
| Le magicien d'Oz            | Simpson Horror Show X                  |       |
| Le magicien d'Oz            | Courses épiques                        |       |
| Le magicien d'Oz            | Le cerveau                             |       |
| Le magicien d'Oz            | Le Safari des Simpson                  |       |
| Le magicien d'Oz            | L'Herbe médicinale                     |       |
| Le magicien d'Oz            | Attrapez-nous si vous pouvez           |       |
| Le magicien d'Oz            | Le Mariage de Lisa                     |       |
| Le magicien d'Oz            | Simpson Horror Show XVI                |       |
| Maman, j'ai raté l'avion !  | Homer au foyer                         |       |
| Maman, j'ai raté l'avion !  | La peur de l'avion                     |       |
| Maman, j'ai raté l'avion !  | Les Vrais-Faux Simpson                 |       |
| Maman, j'ai raté l'avion !  | La passion selon Bart                  |       |
| Maman, j'ai raté l'avion !  | Marge en cavale                        |       |
| Mary Poppins                | Bart devient célèbre                   |       |
| Mary Poppins                | Shary Bobbins                          |       |
| Mary Poppins                | La Dernière Invention d'Homer          |       |
| Mary Poppins                | Homer rentre dans la reine             |       |
| Mars Attacks!               | Simpsonnerie chantante                 |       |
| Mars Attacks!               | Simpson Horror Show IX                 |       |
| Mars Attacks!               | Fiesta à Las Vegas                     |       |
| Mars Attacks!               | Mel Gibson les cloches                 |       |
| Mars Attacks!               | La Critique du lard                    |       |
| Matrix                      | Une fille de clown                     |       |
| Matrix                      | Touche pas à ma forêt                  |       |
| Matrix                      | Bart et son boys band                  |       |
| Matrix                      | L'Herbe médicinale                     |       |
| Matrix                      | Coup de poker                          |       |
| Matrix                      | Fugue pour menottes à quatre mains     |       |
| Matrix                      | Future Drama                           |       |
| Matrix                      | Kill Gill, volumes 1 et 2              |       |
| Le Meilleur                 | Le Dieu du stade                       |       |
| Le Meilleur                 | Un père dans la course                 |       |
| Le Meilleur                 | Homer la foudre                        |       |
| Le Meilleur                 | Homer perd la boule                    |       |
| Le Meilleur                 | Homer fait la grève de la faim         |       |
| Le Meilleur                 | La Guerre pour les étoiles             |       |
| Le Meilleur                 | Robotflop                              |       |
| Le Meilleur                 | Klingon, j'arrive                      |       |
| Le Meilleur                 | Le Vrai Descendant du singe            |       |
| Le Meilleur                 | La Marge et le prisonnier              |       |
| Men in Black                | Les Ailes du délire                    |       |
| Men in Black                | Le Vrai Descendant du singe            |       |
| Men in Black                | Simpson Horror Show XVIII              |       |
| Midnight Express            | Simpson Horror Show II                 |       |
| Midnight Express            | Séparés par l'amour                    |       |
| Midnight Express            | Papy fait de la contrebande            |       |
| Million Dollar Baby         | Million Dollar Papy                    |       |
| Million Dollar Baby         | À propos de Marge                      |       |
| Misery                      | La critique du lard                    |       |
| Le Miracle de la 34e rue    | Toute la vérité, rien que la vérité    |       |
| Le Miracle de la 34e rue    | La Plus Belle du quartier              |       |
| Le Miracle de la 34e rue    | Un Noël d'enfer                        |       |
| Le Miracle de la 34e rue    | Le Chef-d'œuvre d'Homer                |       |
| Le Miracle de la 34e rue    | La Dignité d'Homer                     |       |
| Un monde fou, fou, fou, fou | L'Odyssée d'Homer                      |       |
| Un monde fou, fou, fou, fou | Erreur sur la ville                    |       |
| Un monde fou, fou, fou, fou | Marge Folies                           |       |
| Mondwest                    | Le garçon qui en savait trop           |       |
| Mondwest                    | Itchy et Scratchy Land                 |       |
| Mondwest                    | Le mariage de Lisa                     |       |
| Mondwest                    | Touche pas à mon rein                  |       |
| La Mort aux trousses        | Tu ne déroberas point                  |       |
| La Mort aux trousses        | Un cocktail d'enfer                    |       |
| La Mort aux trousses        | La potion magique                      |       |
| La Mort aux trousses        | La peur de l'avion                     |       |
| La Mort aux trousses        | Krusty, le retour                      |       |
| La Mort aux trousses        | Bart chez les dames                    |       |
| La Mort aux trousses        | Touche pas à mon rein                  |       |
| La Mort aux trousses        | L'Amour au curry                       |       |
| La Mort aux trousses        | Le Drapeau... potin de Bart            |       |
| La Mouche noire             | Ne lui jetez pas la première bière     |       |
| La Mouche noire             | Simpson Horror Show VIII               |       |
| Mr. & Mrs. Smith            | Simpson Horror Show XVIII              |       |
| Monsieur Smith au Sénat     | Lisa va à Washington                   |       |
| Monsieur Smith au Sénat     | Mel Gibson les cloches                 |       |
| Monsieur Smith au Sénat     | Le Député Krusty                       |       |
| The Music Man               | Le Monorail                            |       |
| The Music Man               | Vive les éboueurs                      |       |

### N

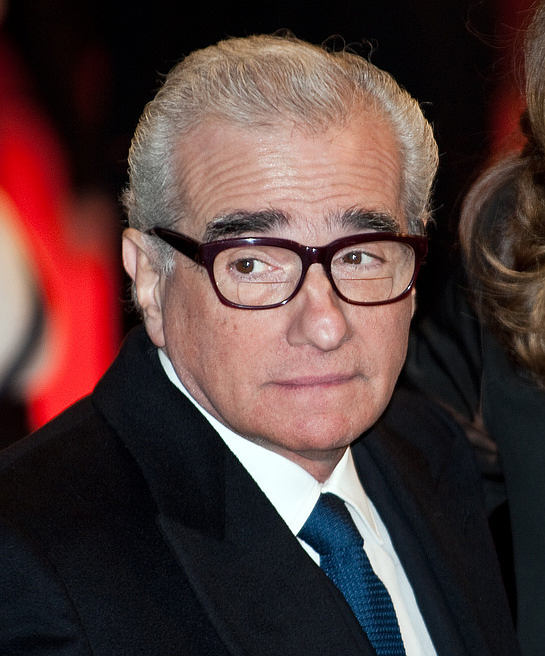
Martin Scorsese, réalisateur du film Les Nerfs à vif

| Film                   | Épisode                 | Notes |
| Les Nerfs à vif        | Simpson Horror Show III |       |
| Les Nerfs à vif        | Lac Terreur             |       |
| Les Nerfs à vif        | Le maire est amer       |       |
| Les Nerfs à vif        | La Vengeance du clown   |       |
| No Country for Old Men | Une adresse chic        |       |
| La Nuit du chasseur    | Une soirée d'enfer      |       |
| La Nuit du chasseur    | Lac Terreur             |       |

### O
| Film                          | Épisode                            | Notes |
| Officier et Gentleman         | Marge perd la boule                |       |
| Officier et Gentleman         | Un Homer à la mer                  |       |
| Officier et Gentleman         | Sans foi ni toit                   |       |
| Les Oiseaux                   | Un tramway nommé Marge             |       |
| Les Oiseaux                   | Itchy et Scratchy Land             |       |
| Les Oiseaux                   | Simpson Horror Show XI             |       |
| Les Oiseaux                   | La Dignité d'Homer                 |       |
| Les Oiseaux                   | L'Herbe médicinale                 |       |
| Les Oiseaux                   | Simpson Horror Show IV             |       |
| Les Oiseaux                   | Lézards populaires                 |       |
| Les Oiseaux                   | Beau comme un camion               |       |
| Les Oiseaux                   | Un casse sans casse                |       |
| Orange mécanique              | Chienne de vie                     |       |
| Orange mécanique              | Simpson Horror Show III            |       |
| Orange mécanique              | Ne lui jetez pas la première bière |       |
| Orange mécanique              | Homer fait son Smithers            |       |
| Orange mécanique              | Homer perd la boule                |       |
| Orange mécanique              | Fugue pour menottes à quatre mains |       |
| Orange mécanique              | Un tramway nommé Marge             |       |
| Over the Top : Le Bras de fer | Les Simpson dans la Bible          |       |

### P
| Film                  | Épisode                            | Notes |
| Le Parrain            | Bart a perdu la tête               |       |
| Le Parrain            | Fluctuat Homergitur                |       |
| Le Parrain            | Le Petit Parrain                   |       |
| Le Parrain            | Le Poney de Lisa                   |       |
| Le Parrain            | Monsieur chasse-neige              |       |
| Le Parrain            | Grève à la centrale                |       |
| Le Parrain            | Homer le clown                     |       |
| Le Parrain            | Homer, garde du corps              |       |
| Le Parrain            | Le Chef-d'œuvre d'Homer            |       |
| Le Parrain            | Mel Gibson les cloches             |       |
| Le Parrain            | La Critique du lard                |       |
| Le Parrain            | Folie homérique                    |       |
| Le Parrain            | Le Cerveau                         |       |
| Le Parrain            | Le Pire Épisode                    |       |
| Le Parrain            | Apu puni                           |       |
| Le Parrain            | Flic de choc                       |       |
| Le Parrain            | Les Muscles de Marge               |       |
| Le Parrain            | Le Gay Pied                        |       |
| Le Parrain            | Moe, le baby-sitter                |       |
| Le Parrain            | Tous les gouts sont permis         |       |
| Le Parrain            | Un casse sans casse                |       |
| Le Parrain            | Histoires d'eau                    |       |
| Le Parrain            | Parrain par intérim                |       |
| La Passion du Christ  | Coup de poker                      |       |
| La Passion du Christ  | Le rap de Bart                     |       |
| La Passion du Christ  | Vendetta                           |       |
| Patton                | Terreur à la récré                 |       |
| Patton                | Les Secrets d'un mariage réussi    |       |
| Persona               | Burns fait son cinéma              |       |
| Persona               | Fiston perdu                       |       |
| La Petite Sirène      | Pervers Homer                      |       |
| La Petite Sirène      | C'est dur la culture               |       |
| Pinocchio             | Krusty le Retour                   |       |
| Pinocchio             | Un ennemi très cher                |       |
| Pinocchio             | Itchy et Scratchy Land             |       |
| Pinocchio             | Homer fait son cinéma              |       |
| Pinocchio             | Les Simpson dans 30 ans            |       |
| Pinocchio             | Simpson Horror Show XI             |       |
| Pinocchio             | Le Miracle de Maude                |       |
| Pinocchio             | Homer va le payer                  |       |
| Pinocchio             | Le Péché de Ned                    |       |
| Pinocchio             | Sois belle et tais-toi !           |       |
| La Planète des singes | Vive les mariés                    |       |
| La Planète des singes | Rosebud                            |       |
| La Planète des singes | Homer dans l'espace                |       |
| La Planète des singes | Bart des ténèbres                  |       |
| La Planète des singes | La Petite Amie de Bart             |       |
| La Planète des singes | Un poisson nommé Selma             |       |
| La Planète des singes | Homer le rocker                    |       |
| La Planète des singes | Je crois en Marge                  |       |
| La Planète des singes | Le Papa flingueur                  |       |
| La Planète des singes | Les Ailes du délire                |       |
| La Planète des singes | Un Homer à la mer                  |       |
| La Planète des singes | C'est dur la culture               |       |
| La Planète des singes | Les Gros Q.I.                      |       |
| La Planète des singes | Simpson Horror Show X              |       |
| La Planète des singes | Courses épiques                    |       |
| La Planète des singes | Bière qui coule amasse mousse      |       |
| La Planète des singes | Le Safari des Simpson              |       |
| La Planète des singes | Les parents trinquent              |       |
| La Planète des singes | La Chasse au sucre                 |       |
| La Planète des singes | Homer Like a Rolling Stone         |       |
| La Planète des singes | Coup de poker                      |       |
| La Planète des singes | Klingon, j'arrive                  |       |
| La Planète des singes | Future-Drama                       |       |
| Planète interdite     | La Phobie d'Homer                  |       |
| Point limite          | Bombinette Bob                     |       |
| Poltergeist           | Simpson Horror Show                |       |
| Poltergeist           | Simpson Horror Show V              |       |
| Poltergeist           | Simpson Horror Show VI             |       |
| Le Prince des marées  | Le Choix de Selma                  |       |
| Le Prince des marées  | La peur de l'avion                 |       |
| Le Projet Blair Witch | Coup de poker                      |       |
| Le Projet Blair Witch | Marge Folies                       |       |
| Le Projet Blair Witch | Frère et sœur ennemis              |       |
| Psychose              | Simpson Horror Show I              |       |
| Psychose              | Tous à la manif                    |       |
| Psychose              | Le Flic et la Rebelle              |       |
| Psychose              | La veuve noire                     |       |
| Psychose              | Simpson Horror Show III            |       |
| Psychose              | Le Grand Frère                     |       |
| Psychose              | Marge à l'ombre                    |       |
| Psychose              | Lac Terreur                        |       |
| Psychose              | Qui a tiré sur M. Burns ? partie 1 |       |
| Psychose              | Qui s'y frotte s'y pique           |       |
| Psychose              | Aux frontières du réel             |       |
| Psychose              | Le Chef-d'œuvre d'Homer            |       |
| Psychose              | La Dernière Folie de grand-père    |       |
| Pulp Fiction          | 22 courts métrages sur Springfield |       |
| Pulp Fiction          | Shary Bobbins                      |       |
| Pulp Fiction          | Homer et sa bande                  |       |
| Pulp Fiction          | La Petite Amie de Bart             |       |

### Q
| Film                   | Épisode                | Notes |
| Les Quatre Cents Coups | Lisa fait son festival |       |

### R
| Film                          | Épisode                            | Notes |
| Raging Bull                   | Ne lui jetez pas la première bière |       |
| Raging Bull                   | Le Roi du ring                     |       |
| Raging Bull                   | Simpson Horror Show XI             |       |
| Rain Man                      | Mon pote Michael Jackson           |       |
| Rain Man                      | L'Enfer du jeu (saison 3)          |       |
| Rain Man                      | L'Héritier de Burns                |       |
| Rencontres du troisième type  | L'odyssée d'Homer                  |       |
| Rencontres du troisième type  | Un pour tous, tous contre un       |       |
| Rencontres du troisième type  | Homer le clown                     |       |
| Rencontres du troisième type  | Un poisson nommé Selma             |       |
| Rencontres du troisième type  | Aux frontières du réel             |       |
| Rencontres du troisième type  | Homer va le payer                  |       |
| Requiem for a Dream           | La Reine de l'orthographe          |       |
| Reservoir Dogs                | Shary Bobbins                      |       |
| Reservoir Dogs                | Les Baguettes magiques             |       |
| Retour vers le futur          | Le garçon qui en savait trop       |       |
| Retour vers le futur          | Simpson Horror Show V              |       |
| Retour vers le futur          | Un poisson nommé Selma             |       |
| Retour vers le futur          | Homer fait son cinéma              |       |
| Retour vers le futur          | Les Simpson dans 30 ans            |       |
| Retour vers le futur          | Proposition à demi-indécente       |       |
| Risky Business                | Le Petit Parrain                   |       |
| Risky Business                | Homer l'hérétique                  |       |
| RoboCop                       | Tais-toi et danse !                |       |
| RoboCop                       | Reality chaud                      |       |
| RoboCop                       | Robotflop                          |       |
| RoboCop                       | Future Drama                       |       |
| RoboCop                       | Petit Papa Noël super flic         |       |
| Rocky                         | Le Pinceau qui tue                 |       |
| Rocky                         | Krusty le Retour                   |       |
| Rocky                         | Le Citron de la discorde           |       |
| Rocky                         | Le Roi du ring                     |       |
| Rocky                         | Aux frontières du réel             |       |
| Rocky                         | Les Muscles de Marge               |       |
| Rocky                         | La Reine de l'orthographe          |       |
| Rocky                         | La Bête de la bête                 |       |
| Rocky                         | C'est moi qui l'ai fait !          |       |
| Rocky                         | Apocalypse Cow                     |       |
| The Rocky Horror Picture Show | Burns fait son cinéma              |       |
| Le Roi lion                   | Salut l'artiste                    |       |
| Le Roi lion                   | Le Safari des Simpson              |       |
| Le Roi lion                   | Enfin clown                        |       |
| Le Roi lion                   | Échec et mat pour les filles       |       |
| Le Roi lion                   | Midnight Towboy                    |       |
| La Ruée vers l'or             | Le Retour du frère prodigue        |       |
| La Ruée vers l'or             | L'Amoureux de Grand-Mère           |       |

### S

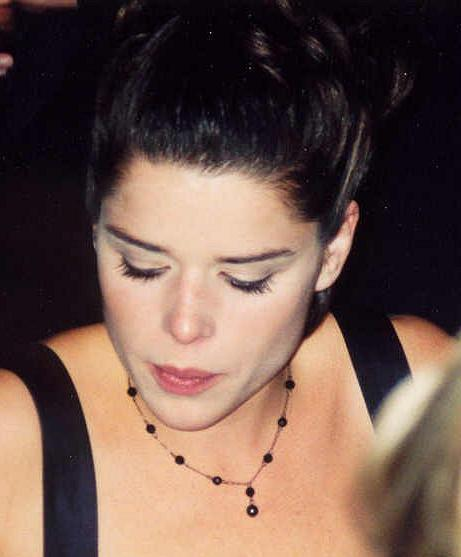
Neve Campbell, héroïne du premier film Scream

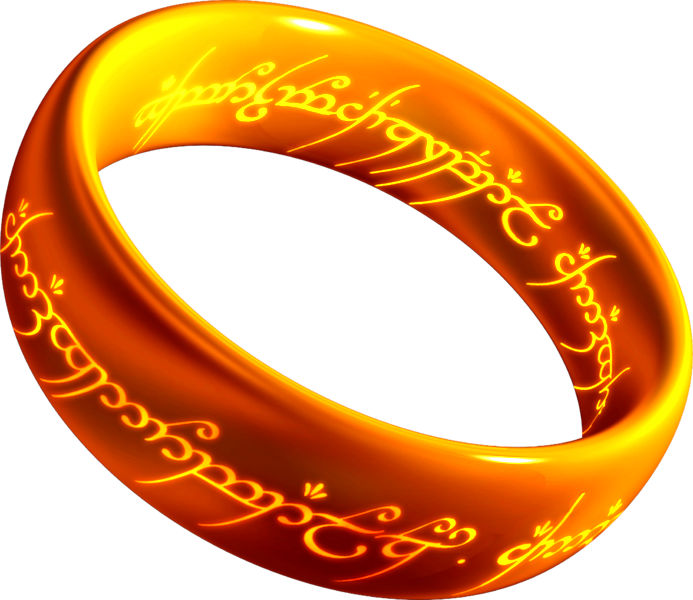
L'Anneau unique tel qu'il est représenté dans les films de Peter Jackson

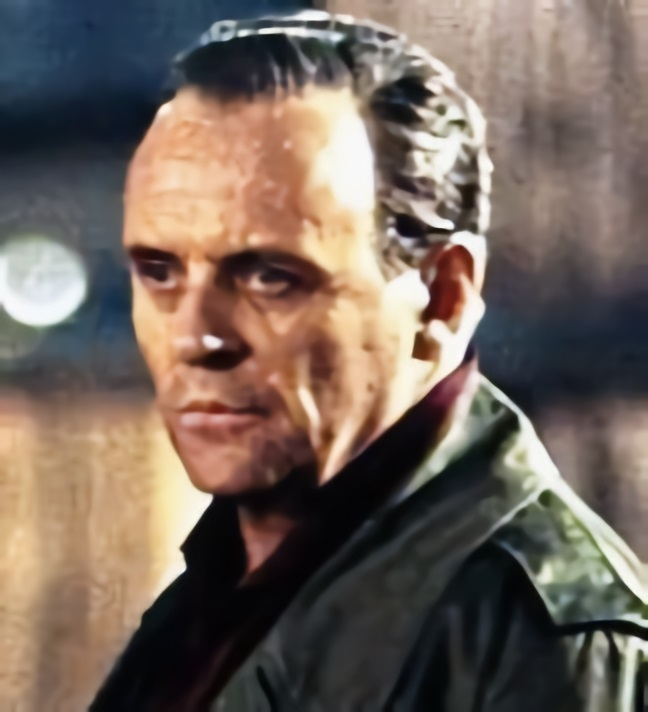
Anthony Hopkins, interprète de Hannibal Lecter dans le silence des agneaux (ici, dans L'Innocent)

Cosmic Wars, la parodie de Star Wars dans l'épisode Boire et Déboires

| Film                                           | Épisode                                          | Notes |  |
| Sa Majesté des mouches                         | Les jolies colonies de vacances                  | |  |
| Sa Majesté des mouches                         | Les Petits Sauvages                              | |  |
| Sauvez willy                                   | Le garçon qui en savait trop                     | |  |
| Sauvez willy                                   | Pour l'amour de Moe                              | |  |
| Sauvez willy                                   | Simpson Horror Show XI                           | La scène où Lisa libère le dauphin parodie la fin de Sauvez Willy |  |
| Scarface                                       | La Rivale de Lisa                                | |  |
| Scarface                                       | La Phobie d'Homer                                | |  |
| Scream                                         | Simpson Horror Show X                            | |  |
| Scream                                         | Diablesses chez Ned.com                          | |  |
| Le Secret de Brokeback Mountain                | Mon meilleur ennemi (Les Simpson)                | |  |
| Le Seigneur des anneaux                        | Le Pire Épisode                                  | |  |
| Le Seigneur des anneaux                        | Le Tube qui tue                                  | |  |
| Le Seigneur des anneaux                        | Le Père, le Fils et le Saint d'esprit            | |  |
| Le Seigneur des anneaux                        | C'est moi qui l'ai fait !                        | |  |
| Le Seigneur des anneaux                        | Little Big Lisa                                  | |  |
| Le Seigneur des anneaux                        | Mariage plus vieux, mariage heureux              | |  |
| Le Seigneur des anneaux                        | Les années 90                                    | |  |
| Le Seigneur des anneaux                        | L'échange                                        | |  |
| Le Seigneur des anneaux                        | Farces et agapes                                 | |  |
| Shining                                        | Les jolies colonies de vacances                  | |  |
| Shining                                        | Le Grand Frère                                   | |  |
| Shining                                        | La Dernière Tentation d'Homer                    | |  |
| Shining                                        | Le garçon qui en savait trop                     | |  |
| Shining                                        | Simpson Horror Show V                            | La première partie de l'épisode parodie ce film. |  |
| Shining                                        | Aux frontières du réel                           | |  |
| Shining                                        | Marge Business                                   | |  |
| Shining                                        | Les Simpson dans 30 ans                          | |  |
| Le Silence des agneaux                         | Mon pote Michael Jackson                         | |  |
| Le Silence des agneaux                         | Le Monorail                                      | |  |
| Le Silence des agneaux                         | La Petite Amie de Bart                           | |  |
| Le Silence des agneaux                         | Burns fait son cinéma                            | |  |
| Le Silence des agneaux                         | Simpson Horror Show XI                           | |  |
| Soleil vert                                    | Itchy & Scratchy, le film                        | |  |
| Soleil vert                                    | Les Simpson dans 30 ans                          | Homer propose du soleil vert à Bart et Ralph |  |
| Soleil vert                                    | Million Dollar Papy                              | Quand Abraham tente de se suicider, la scène parodie la fin du film |  |
| Souviens-toi... l'été dernier                  | Simpson Horror Show IX                           | |  |
| Souviens-toi... l'été dernier                  | Fiesta à Las Vegas                               | |  |
| Souviens-toi... l'été dernier                  | Simpson Horror Show X                            | |  |
| Spider-Man                                     | Tartman, le vengeur masqué                       | Homer fabrique son costume de la même façon que Peter Parker. La scène où il embrasse Marge est aussi inspirée du baiser entre Spider-Man et MJ |  |
| Spider-Man                                     | Voyage au bout de la peur                        | |  |
| Spider-Man                                     | Baiser volé                                      | |  |
| Star Trek                                      | Homerazzi                                        | |  |
| Star Trek                                      | Homer dans l'espace                              | |  |
| Star Trek                                      | Homer, garde du corps                            | |  |
| Star Trek                                      | Itchy et Scratchy, le film                       | |  |
| Star Trek                                      | Klingon, j'arrive                                | |  |
| Star Trek                                      | Les Gros Q.I.                                    | |  |
| Star Trek                                      | Père Noël sans frontières                        | |  |
| Star Trek                                      | Tartman, le vengeur masqué                       | |  |
| Stand by Me                                    | La Vieille Peur d'Homer                          | Lors du flashback, Homer et les autres chantent Mr Sandman des Chordettes, dans le film, une autre chanson des chordettes, Lollipop, fait partie de la bande-son. Comme dans le film, Homer rencontre un groupe de jeunes leur créant des difficultés et ils sont chassés en les menaçant avec une arme à feu. |  |
| Star Wars, épisode IV : Un nouvel espoir       | Lisa la reine de beauté                          | |  |
| Star Wars, épisode IV : Un nouvel espoir       | Itchy & Scratchy, le film                        | |  |
| Star Wars, épisode IV : Un nouvel espoir       | Homer va à la fac                                | |  |
| Star Wars, épisode IV : Un nouvel espoir       | Mes sorcières détestées                          | |  |
| Star Wars, épisode IV : Un nouvel espoir       | Simpson Horror Show VII                          | |  |
| Star Wars, épisode IV : Un nouvel espoir       | Homer fait son cinéma                            | |  |
| Star Wars, épisode IV : Un nouvel espoir       | Homer, garde du corps                            | |  |
| Star Wars, épisode IV : Un nouvel espoir       | La Critique du lard                              | |  |
| Star Wars, épisode IV : Un nouvel espoir       | Marge Folies                                     | |  |
| Star Wars, épisode V : L'Empire contre-attaque | Tu ne déroberas point                            | en V.F. seulement (Die Hard en V.O.) |  |
| Star Wars, épisode V : L'Empire contre-attaque | Vive les mariés                                  | |  |
| Star Wars, épisode V : L'Empire contre-attaque | Salut l'artiste                                  | |  |
| Star Wars, épisode V : L'Empire contre-attaque | Simpson Horror Show VII                          | |  |
| Star Wars, épisode V : L'Empire contre-attaque | La Clé magique                                   | |  |
| Star Wars, épisode V : L'Empire contre-attaque | Boire et Déboires                                | |  |
| Star Wars, épisode VI : Le Retour du Jedi      | Simpson Horror Show VIII                         | |  |
| Star Wars, épisode VI : Le Retour du Jedi      | Homer fait la grève de la faim                   | |  |
| Star Wars, épisode VI : Le Retour du Jedi      | Reality chaud                                    | |  |
| Star Wars, épisode VI : Le Retour du Jedi      | Boire et Déboires                                | |  |
| Star Wars, épisode I : La Menace fantôme       | Simpson Horror Show X                            | |  |
| Star Wars, épisode I : La Menace fantôme       | Homer patron de la centrale                      | |  |
| Star Wars, épisode I : La Menace fantôme       | Boire et Déboires                                | |  |
| Star Wars, épisode I : La Menace fantôme       | C'est moi qui l'ai fait !                        | |  |
| Star Wars, épisode II : L'Attaque des clones   | Simpson Horror Show XIII                         | |  |
| Star Wars, épisode II : L'Attaque des clones   | Homer patron de la centrale                      | |  |
| Star Wars, épisode III : La Revanche des Sith  | C'est moi qui l'ai fait !                        | |  |
| Star Wars                                      | Noël mortel                                      | en V.F. seulement |  |
| Star Wars                                      | Terreur à la récré                               | |  |
| Star Wars                                      | Un amour de grand-père                           | |  |
| Star Wars                                      | Un pour tous, tous contre un                     | |  |
| Star Wars                                      | Une belle simpsonnerie                           | |  |
| Star Wars                                      | Séparés par l'amour                              | |  |
| Star Wars                                      | Lisa la reine de beauté                          | |  |
| Star Wars                                      | Marge a trouvé un boulot                         | |  |
| Star Wars                                      | Le Monorail                                      | |  |
| Star Wars                                      | Homer dans l'espace                              | |  |
| Star Wars                                      | La Rivale de Lisa                                | |  |
| Star Wars                                      | Burns fait son cinéma                            | |  |
| Star Wars                                      | La Springfield connection                        | |  |
| Star Wars                                      | Le Fils indigne de M. Burns                      | |  |
| Star Wars                                      | Aux frontières du réel                           | |  |
| Star Wars                                      | La Dernière Tentation de Krusty                  | |  |
| Star Wars                                      | La Clé magique                                   | |  |
| Star Wars                                      | Lézards populaires                               | |  |
| Star Wars                                      | Homer, garde du corps                            | |  |
| Star Wars                                      | Fiesta à Las Vegas                               | |  |
| Star Wars                                      | La Pilule qui rend sage                          | en V.F. seulement |  |
| Star Wars                                      | Une récolte d'enfer                              | |  |
| Star Wars                                      | Les Simpson dans 30 ans                          | |  |
| Star Wars                                      | La Dignité d'Homer                               | |  |
| Star Wars                                      | Le Pire Épisode                                  | |  |
| Star Wars                                      | Simpson Horror Show XII                          | |  |
| Star Wars                                      | Un homme et deux femmes                          | |  |
| Star Wars                                      | Proposition à demi-indécente                     | |  |
| Star Wars                                      | Tout sur Homer                                   | |  |
| Star Wars                                      | Papa furax                                       | |  |
| Star Wars                                      | Flic de choc                                     | |  |
| Star Wars                                      | Reality chaud                                    | |  |
| Star Wars                                      | Homer patron de la centrale                      | |  |
| Star Wars                                      | La Guerre pour les étoiles                       | |  |
| Star Wars                                      | Simpson Horror Show XIV                          | |  |
| Star Wars                                      | Homer rentre dans la reine                       | |  |
| Star Wars                                      | Boire et Déboires                                | |  |
| Star Wars                                      | Klingon, j'arrive                                | |  |
| Star Wars                                      | Attrapez-nous si vous pouvez                     | |  |
| Star Wars                                      | Le Mal de mère                                   | |  |
| Star Wars                                      | Le Jugement dernier                              | |  |
| Star Wars                                      | Simpson Horror Show XVI                          | |  |
| Star Wars                                      | Les deux font le père                            | |  |
| Star Wars                                      | L'Indomptable                                    | |  |
| Star Wars                                      | Bart a deux mamans                               | |  |
| Star Wars                                      | Million Dollar Papy                              | |  |
| Star Wars                                      | Notre Homer qui êtes un dieu                     | |  |
| Star Wars                                      | C'est moi qui l'ai fait !                        | |  |
| Star Wars                                      | Marge reste de glace                             | |  |
| Star Wars                                      | Mon meilleur ennemi                              | |  |
| Star Wars                                      | La vengeance est un plat qui se mange trois fois | |  |
| Star Wars                                      | Little Big Lisa                                  | |  |
| Star Wars                                      | Homerazzi                                        | |  |
| Star Wars                                      | Escroc à grande échelle                          | |  |
| Star Wars                                      | Infos sans gros mots                             | |  |
| Star Wars                                      | Husbands and Knives                              | |  |
| Star Wars                                      | That 90's Show                                   | |  |
| Star Wars                                      | Sexe, mensonges et gâteaux                       | |  |
| Star Wars                                      | Lisa la reine du drame                           | |  |
| Star Wars                                      | Prenez ma vie, je vous en prie                   | |  |
| Star Wars                                      | Homer the wohpper                                | |  |
| Star Wars                                      | Les Apprenties sorcières                         | |  |
| Star Wars                                      | Il était une fois à Springfield                  | |  |
| Star Wars                                      | Remplaçable                                      | |  |
| Steamboat Willie                               | Itchy et Scratchy, le film                       | |  |
| Steamboat Willie                               | Le Jour où la violence s'est éteinte             | |  |
| Sueurs froides                                 | Jamais deux sans toi                             | |  |
| Sueurs froides                                 | Homer aime Flanders                              | |  |
| Sueurs froides                                 | Simpson Horror Show I                            | |  |
| Sueurs froides                                 | Le Miracle de Maude                              | |  |
| Sunnyside                                      | Sbartacus                                        | |  |

### T
| Film                         | Épisode                           | Notes |
| Taxi Driver                  | L'Héritier de Burns               |       |
| Les temps modernes           | La Grande Vie                     |       |
| Les temps modernes           | Bart a deux mamans                |       |
| Terminator (1 & 2)           | Jamais deux sans toi              |       |
| Terminator (1 & 2)           | Le Choix de Selma                 |       |
| Terminator (1 & 2)           | J'aime Lisa                       |       |
| Terminator (1 & 2)           | Homer aime Flanders               |       |
| Terminator (1 & 2)           | Simpson Horror Show V             |       |
| Terminator (1 & 2)           | Une portée qui rapporte           |       |
| Terminator (1 & 2)           | Simpson Horror Show VI            |       |
| Terminator (1 & 2)           | 138ème épisode, du jamais vu !    |       |
| Terminator (1 & 2)           | À bas la baby-sitter !            |       |
| Terminator (1 & 2)           | Homer fait son cinéma             |       |
| Terminator (1 & 2)           | Le Chef-d'œuvre d'Homer           |       |
| Terminator (1 & 2)           | Le Pire du Soleil-Levant          |       |
| Terminator (1 & 2)           | Un jouet qui tue                  |       |
| Terminator (1 & 2)           | Big Mama Lisa                     |       |
| Terminator (1 & 2)           | La Vengeance du clown             |       |
| Terminator (1 & 2)           | La Brute et les Surdoués          |       |
| Terminator (1 & 2)           | La passion selon Bart             |       |
| Terminator (1 & 2)           | La Dernière Folie de grand-père   |       |
| Terminator (1 & 2)           | Apu puni                          |       |
| Terminator (1 & 2)           | Les Muscles de Marge              |       |
| Terminator (1 & 2)           | Robotflop                         |       |
| Terminator (1 & 2)           | La Grande Malbouffe               |       |
| Thelma et Louise             | Homer au foyer                    |       |
| Thelma et Louise             | Marge en cavale                   |       |
| Thelma et Louise             | La Femme au volant                |       |
| Titanic                      | Les Petits Sauvages               |       |
| Titanic                      | La Graisse antique                |       |
| Titanic                      | Homer fait son cinéma             |       |
| Titanic                      | Homer, garde du corps             |       |
| Titanic                      | Les Prisonniers du stade          |       |
| Titanic                      | Les Gros Q.I.                     |       |
| Titanic                      | Max Simpson                       |       |
| Titanic                      | Les vieux sont tombés sur la tête |       |
| Titanic                      | Les Baguettes magiques            |       |
| Tom Jones                    | Un amour de grand-père            |       |
| Trainspotting                | Homer rentre dans la reine        |       |
| Le Trésor de la Sierra Madre | Un pour tous, tous contre un      |       |
| Le Trésor de la Sierra Madre | La Critique du lard               |       |
| Le Trésor de la Sierra Madre | Le Tube qui tue                   |       |

### V
| Film                             | Épisode                                  | Notes |
| Vainqueur du destin              | Le Dieu du stade                         |       |
| Vainqueur du destin              | Homer la foudre                          |       |
| Vendredi 13                      | Simpson Horror Show                      |       |
| Vendredi 13                      | Une vie de chien                         |       |
| Vendredi 13                      | Lac Terreur                              |       |
| Vendredi 13                      | Scout un jour, scout toujours            |       |
| Vendredi 13                      | Simpson Horror Show V                    |       |
| Vendredi 13                      | Simpson Horror Show IX                   |       |
| Vendredi 13                      | Homer et sa bande                        |       |
| Vendredi 13                      | Le Pire Épisode                          |       |
| Vendredi 13                      | Coup de poker                            |       |
| Vendredi 13                      | Petit Papa Noël super flic               |       |
| La vie est belle                 | Simpson et Delila                        |       |
| La vie est belle                 | Le Palais du Gaucher                     |       |
| La vie est belle                 | La Dernière Tentation d'Homer            |       |
| La vie est belle                 | La peur de l'avion                       |       |
| La vie est belle                 | Il faut Bart le fer tant qu'il est chaud |       |
| La vie est belle                 | À bas la baby-sitter !                   |       |
| La vie est belle                 | Un Noël d'enfer                          |       |
| La vie est belle                 | Chéri, fais moi peur                     |       |
| La vie est belle                 | Un jouet qui tue                         |       |
| La vie est belle                 | Un homme et deux femmes                  |       |
| Le Village des damnés            | Sbartacus                                |       |
| Vol au-dessus d'un nid de coucou | Mon pote Michael Jackson                 |       |
| Vol au-dessus d'un nid de coucou | Poisson d'avril                          |       |
| Vol au-dessus d'un nid de coucou | Un poisson nommé Selma                   |       |
| Vol au-dessus d'un nid de coucou | Les vieux sont tombés sur la tête        |       |
| Vol au-dessus d'un nid de coucou | Marge Folies                             |       |
| Vol au-dessus d'un nid de coucou | Une grosse tuile pour un toit            |       |
| Voyage au bout de l'enfer        | Un Homer à la mer                        |       |
| Voyage au bout de l'enfer        | Missionnaire Impossible                  |       |
| Voyage au bout de l'enfer        | À bas le sergent Skinner                 |       |
| Voyage au bout de l'enfer        | Voyage au bout de la peur                |       |

### W
| Film                 | Épisode                | Notes |
| Waterworld           | Radioactive Man        |       |
| Week-end chez Bernie | Homer, garde du corps  |       |
| Week-end chez Bernie | Simpson Horror Show X  |       |
| Week-end chez Bernie | L'Herbe médicinale     |       |
| Wild Wild West       | Apu puni               |       |
| Witness              | Bart des ténèbres      |       |
| Witness              | Itchy et Scratchy Land |       |

## Séries télévisées et dessins animés
| Série                        | Épisode                              | Notes                                                      |
| Adventure Time               | Simpson Horror Show XXV              |                                                            |
| Alf                          | Le Quatuor d'Homer                   |                                                            |
| Alf                          | Bart vend son âme                    |                                                            |
| Alf                          | Aux frontières du réel               |                                                            |
| Alf                          | Homer, garde du corps                |                                                            |
| Alf                          | Mobile Homer                         |                                                            |
| Alfred Hitchcock présente    | Simpson Horror Show III              |                                                            |
| All in the Family            | Le Saxe de Lisa                      |                                                            |
| All in the Family            | Lézards populaires                   |                                                            |
| All in the Family            | Max Simpson                          |                                                            |
| All in the Family            | C'est dur la culture                 |                                                            |
| All in the Family            | Un homme et deux femmes              |                                                            |
| Archer                       | Simpson Horror Show XXV              |                                                            |
| L'Attaque des Titans         | Simpson Horror Show XXV              |                                                            |
| Les Allumés de Beverly Hills | Homer dans l'espace                  |                                                            |
| Les Allumés de Beverly Hills | La Rivale de Lisa                    |                                                            |
| Les Allumés de Beverly Hills | Mel Gibson les cloches               |                                                            |
| Les Allumés de Beverly Hills | Adieu Maude                          |                                                            |
| Les Allumés de Beverly Hills | La Dernière Folie de grand-père      |                                                            |
| Les Allumés de Beverly Hills | Moe, le baby-sitter                  |                                                            |
| Les Allumés de Beverly Hills | Un gros soûl, des gros sous          |                                                            |
| Les Allumés de Beverly Hills | Mariage à tout prix                  |                                                            |
| Les Allumés de Beverly Hills | À propos de Marge                    |                                                            |
| American Dad!                | Vendetta                             |                                                            |
| Beavis et Butt-Head          | Un ennemi très cher                  |                                                            |
| Beavis et Butt-Head          | Le Hockey qui tue                    |                                                            |
| Beavis et Butt-Head          | Hippie Hip Hourra !                  |                                                            |
| Beavis et Butt-Head          | La Nouvelle Marge                    |                                                            |
| Beavis et Butt-Head          | À propos de Marge                    |                                                            |
| Bob l'éponge                 | La Foi d'Homer                       |                                                            |
| Bob l'éponge                 | Le Péché de Ned                      |                                                            |
| Bob l'éponge                 | Simpson Horror Show XV               |                                                            |
| Bob l'éponge                 | Le Mal de mère                       |                                                            |
| Bob l'éponge                 | Business Bart                        |                                                            |
| Bob l'éponge                 | Les Aqua-tics                        |                                                            |
| Bob l'éponge                 | Simpson Horror Show XX               |                                                            |
| Bonanza                      | Une portée qui rapporte              |                                                            |
| Bonanza                      | Le Roi du ring                       |                                                            |
| Bonanza                      | Histoires de clochard                |                                                            |
| Bonanza                      | Voyage au bout de la peur            |                                                            |
| Bonanza                      | L'Indomptable                        |                                                            |
| Columbo                      | Le Jour de la raclée                 |                                                            |
| Columbo                      | Le Saxe de Lisa                      |                                                            |
| Columbo                      | Un Homer à la mer                    |                                                            |
| Columbo                      | Max Simpson                          |                                                            |
| Columbo                      | Mel Gibson les cloches               |                                                            |
| Columbo                      | Bière qui coule amasse mousse        |                                                            |
| Columbo                      | Triple Erreur                        |                                                            |
| Columbo                      | La Nouvelle Marge                    |                                                            |
| Columbo                      | Un gros soûl, des gros sous          |                                                            |
| Columbo                      | Le Rap de Bart                       |                                                            |
| Columbo                      | Simpson Horror Show XVIII            |                                                            |
| Columbo                      | C comme crétin                       |                                                            |
| Dinosaures                   | La Veuve noire (Les Simpson)         |                                                            |
| Doctor Who                   | Les Aléas de l'amour                 | La cabine bleue apparaît durant l'épisode                  |
| Les Experts                  | Le Bon, les Brutes et la Balance     |                                                            |
| Les Experts                  | Échange d'épouses                    |                                                            |
| Les Experts                  | Les Experts ami-ami                  |                                                            |
| Les Experts                  | Simpson Horror Show XVII             |                                                            |
| Les Experts                  | Une histoire fumeuse                 |                                                            |
| Friends                      | La Graisse antique                   |                                                            |
| Friends                      | Sbartacus                            |                                                            |
| Friends                      | La Passion selon Bart                |                                                            |
| Friends                      | Frère et Sœur ennemis                |                                                            |
| Friends                      | Enfin clown                          |                                                            |
| Friends                      | Papy fait de la contrebande          |                                                            |
| Friends                      | Une histoire fumeuse                 |                                                            |
| Futurama                     | Simpson Horror Show IX               |                                                            |
| Futurama                     | Homer, garde du corps                |                                                            |
| Futurama                     | Missionnaire impossible              |                                                            |
| Futurama                     | Le Cerveau                           |                                                            |
| Futurama                     | Frère et Sœur ennemis                |                                                            |
| Futurama                     | Reality chaud                        |                                                            |
| Futurama                     | Robotflop                            |                                                            |
| Futurama                     | Klingon, j'arrive                    |                                                            |
| Futurama                     | Attrapez-nous si vous pouvez         |                                                            |
| Futurama                     | Le Canard déchaîné                   |                                                            |
| Futurama                     | Future Drama                         |                                                            |
| Game of Thrones              | Bart pose un lapin                   | Générique de début d'épisode                               |
| Les Griffin                  | Missionnaire impossible              |                                                            |
| Les Griffin                  | Simpson Horror Show XIII             |                                                            |
| Les Griffin                  | Vendetta                             |                                                            |
| Les Griffin                  | Simpson Horror Show XVI              |                                                            |
| L'Homme à la carabine        | La Bataille des deux Springfield     |                                                            |
| Les Jetson                   | Burns fait son cinéma                |                                                            |
| Les Jetson                   | Le Mariage de Lisa                   |                                                            |
| Les Jetson                   | Simpsonnerie chantante               |                                                            |
| Les Jetson                   | La Garderie d'Homer                  |                                                            |
| Les Jetson                   | Klingon, j'arrive                    |                                                            |
| K 2000                       | Le Premier Mot de Lisa               |                                                            |
| K 2000                       | Et avec Maggie ça fait trois         |                                                            |
| K 2000                       | La Dernière Invention d'Homer        |                                                            |
| K 2000                       | Un gros soûl, des gros sous          |                                                            |
| Kojak                        | Un père dans la course               |                                                            |
| Kojak                        | Le Flic et la Rebelle                |                                                            |
| Kojak                        | Le Saxe de Lisa                      |                                                            |
| Kojak                        | Vive les éboueurs                    |                                                            |
| Kojak                        | Coup de poker                        |                                                            |
| Mad Men                      | Simpson Horror Show XIX              |                                                            |
| Mariés, deux enfants         | Marge à l'ombre                      |                                                            |
| Mariés, deux enfants         | Homer dans l'espace                  |                                                            |
| Mariés, deux enfants         | La Dernière Tentation de Krusty      |                                                            |
| Naruto                       | Simpson Horror Show XXV              |                                                            |
| One Piece                    | Simpson Horror Show XXV              |                                                            |
| Oz                           | Le Bon, les Brutes et la Balance     |                                                            |
| Le Prisonnier                | Un clown à l'ombre                   |                                                            |
| Le Prisonnier                | Un coup de pied aux cultes           |                                                            |
| Le Prisonnier                | Le Site inter (pas) net d'Homer      |                                                            |
| Pokémon                      | Frère et Sœur ennemis                |                                                            |
| Pokémon                      | La Garderie d'Homer                  |                                                            |
| Pokémon                      | Le Pire du Soleil-Levant             |                                                            |
| Pokémon                      | Élémentaire, mon cher Simpson        |                                                            |
| Pokémon                      | Serial piégeurs                      |                                                            |
| Pokémon                      | Chef de cœur                         |                                                            |
| Pokémon                      | Simpson Horror Show XXV              |                                                            |
| Pokémon                      | À la recherche de Mister Goodbart    |                                                            |
| La Quatrième Dimension       | Simpson Horror Show                  |                                                            |
| La Quatrième Dimension       | Simpson Horror Show II               |                                                            |
| La Quatrième Dimension       | Simpson Horror Show III              |                                                            |
| La Quatrième Dimension       | Simpson Horror Show IV               |                                                            |
| La Quatrième Dimension       | L'Enfer du jeu (saison 5)            |                                                            |
| La Quatrième Dimension       | Simpson Horror Show V                |                                                            |
| La Quatrième Dimension       | Homer le clown                       |                                                            |
| La Quatrième Dimension       | Simpson Horror Show VI               |                                                            |
| La Quatrième Dimension       | Simpson Horror Show VII              |                                                            |
| La Quatrième Dimension       | Il était une « foi »                 |                                                            |
| La Quatrième Dimension       | Bière qui coule amasse mousse        |                                                            |
| La Quatrième Dimension       | Bart et son boys band                |                                                            |
| La Quatrième Dimension       | La Dernière Folie de grand-père      |                                                            |
| La Quatrième Dimension       | Les Muscles de Marge                 |                                                            |
| La Quatrième Dimension       | Simpson Horror Show XIV              |                                                            |
| Les Rois du Texas            | Fou de foot                          |                                                            |
| Les Rois du Texas            | Missionnaire impossible              |                                                            |
| Les Rois du Texas            | Reality chaud                        |                                                            |
| Roquet belles oreilles       | Le Jour où la violence s'est éteinte |                                                            |
| Roquet belles oreilles       | Derrière les rires                   |                                                            |
| Les Soprano                  | L'Orgueil du puma                    |                                                            |
| Les Soprano                  | Flic de choc                         |                                                            |
| Les Soprano                  | La Foi d'Homer                       |                                                            |
| Les Soprano                  | Parrain par intérim                  |                                                            |
| Les Soprano                  | La Chorale des péquenots             |                                                            |
| Les Soprano                  | Colonel Homer                        |                                                            |
| Storage Wars                 | Charmeur grand-père                  | L'enchère d'un box est mise en scène comme dans l'émission |
| Twin Peaks                   | Qui a tiré sur M. Burns ? (Partie 2) |                                                            |

## Bandes originales

### Cinéma
| Film           | Épisode              | Notes |
| Bye Bye Birdie | Le Palais du Gaucher |       |
| Le Meilleur    | Le Dieu du stade     |       |
| Patton         | Terreur à la récré   |       |
| Rocky          | Le Pinceau qui tue   |       |

## Musiques

### A
| Compositeur / artiste / groupe | Morceau                    | Épisode                             | Notes           |
| Sarah Flower Adams             | Plus près de toi, mon Dieu | Marge perd la boule                 | En VO seulement |
| Aerosmith                      | Walk This Way              | Un cocktail d'enfer                 |                 |
| Kenneth Alford                 | Hello le soleil brille     | Mon pote Michael Jackson            |                 |
| Herb Alpert                    | Tijuana Taxi               | Toute la vérité, rien que la vérité |                 |
| Paul Anka                      | (You're) Having My Baby    | Marge perd la boule                 |                 |
| Average White Band             | Pick Up the Pieces         | Il était une fois Homer et Marge    |                 |

### B
| Compositeur / artiste / groupe | Morceau                        | Épisode                      | Notes                                         |
| Johann Sebastian Bach          | Toccata et fugue en ré mineur  | Simpson Horror Show          |                                               |
| Ludwig van Beethoven           | Symphonie n° 6 (1er mouvement) | Tous à la manif              |                                               |
| Ludwig van Beethoven           | Symphonie nº 5 de Beethoven    | Un poisson nommé Fugu        |                                               |
| Georges Bizet                  | Carmen                         | Bart le génie                |                                               |
| Black Sabbath                  | Iron Man                       | Le Sang, c'est de l'argent   | en V.O. seulement (Thème de la série en V.F.) |
| Andrea Bocelli                 | Con te partirò                 | La vraie femme de Gros Tony  |                                               |
| The Byrds                      | Turn! Turn! Turn!              | Un pour tous, tous contre un |                                               |

### C
| Compositeur / artiste / groupe | Morceau                                          | Épisode                          | Notes |
| Glen Campbell                  | Wichita Lineman                                  | La Guerre des Simpson            |       |
| The Carpenters                 | Close to you                                     | Il était une fois Homer et Marge |       |
| Cher                           | Gypsys, Tramps & Thieves                         | Un poisson nommé Fugu            |       |
| Chicago                        | Colour My World (en)                             | Il était une fois Homer et Marge |       |
| The Chiffons                   | One Fine Day (en)                                | Le Petit Parrain                 |       |
| Patsy Cline                    | Crazy                                            | Mon pote Michael Jackson         |       |
| Patsy Cline                    | I fall to pieces                                 | Un atome de bon sens             |       |
| Joe Cocker                     | Up Where We Belong (en duo avec Jennifer Warnes) | Marge perd la boule              |       |
| Joe Cocker                     | You are so beautyful                             | Simpson et Delila                |       |

### D
| Compositeur / artiste / groupe | Morceau                           | Épisode                                  | Notes |
| Claude Debussy                 | Prélude à l'après-midi d'un faune | L'Abominable Homme des bois              |       |
| Devo                           | Whip it                           | La Fugue de Bart, Les Vrais-Faux Simpson |       |
| Disco-Tex                      | Get dancin'                       | L'Abominable Homme des bois              |       |
| Dusty Springfield              | The Look of Love                  | La Guerre des Simpson                    |       |

### G
| Compositeur / artiste / groupe | Morceau                            | Épisode                  | Notes                                             |
| Lady Gaga                      | Poker Face                         | Lisa devient Gaga        | Homer parodie la chanson dans le générique de fin |
| George Gershwin / Ira Gershwin | Embraceable You                    | Un amour de grand-père   |                                                   |
| Jay Gorney / Yip Harburg       | Brother can you spare a dime       | Sous le signe du poisson |                                                   |
| Edvard Grieg                   | Dans l'antre du roi de la montagne | Marge perd la boule      |                                                   |

### H
| Compositeur / artiste / groupe | Morceau                         | Épisode                     | Notes |
| Georg Friedrich Haendel        | Messiah                         | Aide-toi, le ciel t'aidera  |       |
| Herbie Hancock                 | Rockit                          | Simpson Horror Show XVI     |       |
| Yip Harburg / Jay Gorney       | Brother can you spare a dime    | Sous le signe du poisson    |       |
| Isaac Hayes                    | Shaft                           | Un poisson nommé Fugu       |       |
| Julia Ward Howe                | The Battle Hymn of the Republic | Lisa va à Washington        |       |
| Huey Lewis and the News        | I Want a New Drug               | Papy fait de la contrebande |       |

### I
| Compositeur / artiste / groupe | Morceau            | Épisode                  | Notes |
| Iron Butterfly                 | In-A-Gadda-Da-Vida | Mon pote Michael Jackson |       |

### J
| Compositeur / artiste / groupe | Morceau                   | Épisode                          | Notes |
| Michael Jackson                | Beat It                   | Mon pote Michael Jackson         |       |
| Michael Jackson                | Ben                       | Mon pote Michael Jackson         |       |
| Michael Jackson                | Billie Jean               | Mon pote Michael Jackson         |       |
| Elton John                     | Goodbye Yellow Brick Road | Il était une fois Homer et Marge |       |
| Tom Jones                      | It's Not Unusual          | La Guerre des Simpson            |       |

### K
| Compositeur / artiste / groupe | Morceau                    | Épisode               | Notes |
| KC and the Sunshine Band       | That's the Way (I Like It) | La Guerre des Simpson |       |
| Eartha Kitt                    | Santa Baby                 | Noël mortel           |       |

### L
| Compositeur / artiste / groupe | Morceau                     | Épisode              | Notes             |
| Looking Glass                  | Brandy (You're a Fine Girl) | Jamais deux sans toi | en V.O. seulement |
| Vera Lynn                      | The anniversary waltz       | Marge perd la boule  |                   |

### M
| Compositeur / artiste / groupe | Morceau                          | Épisode                          | Notes |
| Van McCoy                      | The Hustle                       | Il était une fois Homer et Marge |       |
| Henry Mancini                  | La marche du bébé éléphant (en)  | Le Dieu du stade                 |       |
| Dean Martin                    | Hey, Brother, Pour the Wine (en) | Simpsonothérapie                 |       |
| Paul Mauriat                   | L'amour est bleu                 | Simpsonothérapie                 |       |
| Friedrich-Wilhelm Möller       | Der fröhliche Wanderer           | L'Abominable Homme des bois      |       |
| Wolfgang Amadeus Mozart        | Une petite musique de nuit       | Un clown à l'ombre               |       |

### O
| Compositeur / artiste / groupe | Morceau            | Épisode         | Notes |
| OK Go                          | Here it goes again | Maris et larmes |       |

### P
| Compositeur / artiste / groupe | Morceau                   | Épisode            | Notes |
| Cole Porter                    | Ev'ry Time We Say Goodbye | Un clown à l'ombre |       |
| Pérez Prado                    | Patricia                  | Une soirée d'enfer |       |

### Q
| Compositeur / artiste / groupe | Morceau              | Épisode               | Notes |
| Queen                          | We are the champions | La Guerre des Simpson |       |

### R
| Compositeur / artiste / groupe | Morceau                 | Épisode     | Notes                          |
| Ginger Rogers                  | We're in the money (en) | Noël mortel | En version originale seulement |

### S
| Compositeur / artiste / groupe | Morceau                  | Épisode                          | Notes |
| Franz Schubert                 | Symphonie inachevée      | Le Saut de la mort               |       |
| Frank Sinatra                  | Witchcraft (en)          | Le Petit Parrain                 |       |
| Samuel Francis Smith           | My Country, 'Tis of Thee | Ste Lisa Blues                   |       |
| Ringo Starr                    | It Don't Come Easy       | Le Pinceau qui tue               |       |
| Steve Miller Band              | The Joker The joker      | Il était une fois Homer et Marge |       |
| Ray Stevens                    | The Streak (en)          | Il était une fois Homer et Marge |       |

### T
| Compositeur / artiste / groupe | Morceau                   | Épisode            | Notes |
| Piotr Ilitch Tchaïkovski       | Ouverture solennelle 1812 | Le Saut de la mort |       |

### W
| Compositeur / artiste / groupe | Morceau                                         | Épisode                          | Notes |
| Richard Wagner                 | Marche nuptiale                                 | Marge perd la boule              |       |
| Jennifer Warnes                | Up Where We Belong (en duo avec Joe Cocker)     | Marge perd la boule              |       |
| Barry White                    | I'm Gonna Love You Just a Little More Baby (en) | Il était une fois Homer et Marge |       |
| The White Stripes              | The Hardest Button to Button (en)               | Les Baguettes magiques           |       |
| The Who                        | Baba O'riley                                    | La bataille des deux Springfield |       |

### Musiques traditionnelles
| Morceau | Épisode                          | Notes                                    |
| Alouette | L'Espion qui venait de chez moi  |                                          |
| Alouette | Il était une fois Homer et Marge | en V.O. seulement (La Cucaracha en V.F.) |
| La Cucaracha | Il était une fois Homer et Marge | en V.F. seulement (Alouette en V.O.)     |
| Winter Wonderland                                                                                               | Noël mortel                      |                                          |
| Deck the Halls                                                                                                  | Noël mortel                      |                                          |
| Jingle Bells | Noël mortel                      |                                          |
| En version française : Mon beau sapin En version originale : O Little Town of Bethlehem                         | Noël mortel                      |                                          |
| Le Petit Renne au nez rouge                                                                                     | Noël mortel                      |                                          |
| When the Saints Go Marching In                                                                                  | Un poisson nommé Fugu            |                                          |
| Barnacle Bill                                                                                                   | L'Odyssée d'Homer                |                                          |
| Bingo (en) For He's a Jolly Good Fellow                                                                         | Simpsonothérapie                 |                                          |
| Yankee Doodle                                                                                                   | Lisa va à Washington             |                                          |
| Hail to the Chief                                                                                               | Lisa va à Washington             |                                          |
| Hail to the Chief                                                                                               | Le Palais du Gaucher             |                                          |
| Jarabe tapatío (danse du chapeau mexicain)                                                                      | Simpson et Delila                |                                          |
| Jarabe tapatío (danse du chapeau mexicain)                                                                      | La Guerre des Simpson            |                                          |
| En version originale : John Henry was a steel driving man En version française : Marlbrough s'en va-t-en guerre | Un atome de bon sens             |                                          |

### Hymnes nationaux
| Hymne                    | Épisode                         | Notes |
| La Marseillaise          | L'Espion qui venait de chez moi |       |
| The Star-Spangled Banner | Le Dieu du stade                |       |

## Tableaux
| Artiste                       |                                           | Tableau                                           | Épisode                              | Notes |
| Josef Albers                  |                                           | Hommage au carré                                  | Le Chef-d'œuvre d'Homer              |       |
| George Wesley Bellows         |                                           | Dempsey And Firpo                                 | Le Roi du ring                       |       |
| Jérôme Bosch                  |                                           | Le Jardin des délices : L'enfer                   | Toute la vérité, rien que la vérité  |       |
| Sandro Botticelli             |                                           | La Naissance de Vénus                             | La Dernière Tentation d'Homer        |       |
| Paul Cézanne                  |                                           | Nature morte au panier de pommes                  | La grande vie                        |       |
| Cassius Marcellus Coolidge    |                                           | A Friend in Need                                  | Simpson Horror Show IV               |       |
| Cassius Marcellus Coolidge    | Une portée qui rapporte                   | A Friend in Need                                  |                                      |       |
| Cassius Marcellus Coolidge    | Qui a tiré sur M. Burns ? - Partie 1      | A Friend in Need                                  |                                      |       |
| Cassius Marcellus Coolidge    | Le jugement dernier                       | A Friend in Need                                  |                                      |       |
| Cassius Marcellus Coolidge    | La grande vie                             | A Friend in Need                                  |                                      |       |
| Cassius Marcellus Coolidge    | Sobre Barney « Alcooliques Non Anonymes » | A Friend in Need                                  |                                      |       |
| Salvador Dalí                 |                                           | La Persistance de la mémoire                      | Le Chef-d'œuvre d'Homer              |       |
| Salvador Dalí                 |                                           | Le Sommeil                                        | Simpson Horror Show IV               |       |
| Jacques Louis David           |                                           | La Mort de Marat                                  | Simpson Horror Show IV               |       |
| Giorgio De Chirico            |                                           | Mystère et mélancolie d'une rue                   | Simpson Horror Show IV               |       |
| Léonard de Vinci              |                                           | La Cène                                           | Homer aime Flanders                  |       |
| Léonard de Vinci              | Un coup de pied aux cultes                | La Cène                                           |                                      |       |
| Léonard de Vinci              | La Petite Amie de Bart                    | La Cène                                           |                                      |       |
| Léonard de Vinci              | Derrière les rires                        | La Cène                                           |                                      |       |
| Léonard de Vinci              | Sans foi ni toit                          | La Cène                                           |                                      |       |
| Léonard de Vinci              | Le jugement dernier                       | La Cène                                           |                                      |       |
| Léonard de Vinci              |                                           | L'Homme de Vitruve                                | Un père dans la course               |       |
| Léonard de Vinci              | Le Chef-d'œuvre d'Homer                   | L'Homme de Vitruve                                |                                      |       |
| Léonard de Vinci              |                                           | La Joconde                                        | Simpson Horror Show IV               |       |
| Léonard de Vinci              | Homer le grand                            | La Joconde                                        |                                      |       |
| Léonard de Vinci              | Reality chaud                             | La Joconde                                        |                                      |       |
| Léonard de Vinci              | Simpson Horror Show XIV                   | La Joconde                                        |                                      |       |
| Léonard de Vinci              | Qui s'y frotte s'y pique                  | La Joconde                                        |                                      |       |
| Maurits Cornelis Escher       |                                           | Montée et descente                                | Le pinceau qui tue                   |       |
| Maurits Cornelis Escher       | Simpson Horror Show IV                    | Montée et descente                                |                                      |       |
| Maurits Cornelis Escher       |                                           | Relativity                                        | Homer le grand                       |       |
| Edward Hopper                 |                                           | Nighthawks                                        | Un amour de grand-père               |       |
| Edward Hopper                 | Homer, le baron de la bière               | Nighthawks                                        |                                      |       |
| Dominique Ingres              |                                           | La Grande Odalisque                               | Krusty, le retour                    |       |
| Charles R. Knight             |                                           | combat entre un tyranosaure et un triceratops     | Touche pas à mon rein                |       |
| Frida Kahlo                   |                                           | Autoportrait au singe                             | Echec et mat pour les filles         |       |
| Emanuel Leutze                |                                           | Washington Crossing the Delaware                  | Pour quelques milliards de plus      |       |
| Emanuel Leutze                | La Foi d'Homer                            | Washington Crossing the Delaware                  |                                      |       |
| Édouard Manet                 |                                           | Le Déjeuner sur l'herbe                           | L'Espion qui venait de chez moi      |       |
| René Magritte                 | voir                                      | Le Fils de l'homme                                | Simpson Horror Show IV               |       |
| René Magritte                 | voir                                      | Le Fils de l'homme                                | Le Saxe de Lisa                      |       |
| René Magritte                 | voir                                      | Le Fils de l'homme                                | Missionnaire impossible              |       |
| Michel-Ange                   |                                           | La Création d'Adam                                | Le sang, c'est de l'argent           |       |
| Michel-Ange                   | Burns fait son cinéma                     | La Création d'Adam                                |                                      |       |
| Claude Monet                  |                                           | Bassin aux nymphéas                               | L'Espion qui venait de chez moi      |       |
| Piet Mondrian                 |                                           | Composition with red, blue and yellow             | Qui a tiré sur M. Burns ? - Partie 1 |       |
| Piet Mondrian                 | Le Chef-d'œuvre d'Homer                   | Composition with red, blue and yellow             |                                      |       |
| Piet Mondrian                 | Reality chaud                             | Composition with red, blue and yellow             |                                      |       |
| Piet Mondrian                 | Le jugement dernier                       | Composition with red, blue and yellow             |                                      |       |
| Edvard Munch                  |                                           | Le Cri                                            | Homer maire !                        |       |
| Edvard Munch                  | Le Saxe de Lisa                           | Le Cri                                            |                                      |       |
| Edvard Munch                  | Simpson Horror Show IV                    | Le Cri                                            |                                      |       |
| Patrick Nagel                 |                                           | Carol                                             | Krusty, le retour                    |       |
| Georgia O'Keeffe              |                                           | Jack in the pulpit II                             | Echec et mat pour les filles         |       |
| Pablo Picasso                 |                                           | Les trois musiciens                               | Simpson Horror Show IV               |       |
| Pablo Picasso                 | Le Chef-d'œuvre d'Homer                   | Les trois musiciens                               |                                      |       |
| Pablo Picasso                 |                                           | Fille aux pieds nus                               | Le Chef-d'œuvre d'Homer              |       |
| Pablo Picasso                 |                                           | Arlequin accoudé                                  | Le Chef-d'œuvre d'Homer              |       |
| Pablo Picasso                 | Simpson Horror Show XIV                   | Arlequin accoudé                                  |                                      |       |
| Pablo Picasso                 | voir                                      | Le Vieux Guitariste aveugle                       | Le Chef-d'œuvre d'Homer              |       |
| Pablo Picasso                 | voir                                      | Le Vieux Guitariste aveugle                       | Simpson Horror Show XIV              |       |
| Pablo Picasso                 | voir                                      | Les Demoiselles d'Avignon                         | Le Chef-d'œuvre d'Homer              |       |
| Pablo Picasso                 | voir                                      | Les Demoiselles d'Avignon                         | Simpson Horror Show XIV              |       |
| Pablo Picasso                 |                                           | La tête d'un homme                                | Le Chef-d'œuvre d'Homer              |       |
| Pablo Picasso                 | Simpson Horror Show XIV                   | La tête d'un homme                                |                                      |       |
| Pablo Picasso                 |                                           | Guernica                                          | Flic de choc                         |       |
| Rembrandt                     |                                           | Le Syndic des drapiers                            | Père Noël sans frontières            |       |
| Rembrandt                     | Le jugement dernier                       | Le Syndic des drapiers                            |                                      |       |
| Norman Rockwell               | voir                                      | Whitewashing the fence                            | Tous à la manif                      |       |
| Norman Rockwell               |                                           | Girl at the mirror                                | Il était une fois Homer et Marge     |       |
| Norman Rockwell               |                                           | Freedom from want                                 | Bart le tombeur                      |       |
| Norman Rockwell               | La veuve noire                            | Freedom from want                                 |                                      |       |
| Henri Rousseau                |                                           | Le rêve                                           | L'Espion qui venait de chez moi      |       |
| Henri Rousseau                |                                           | La Bohémienne endormie                            | Le Chef-d'œuvre d'Homer              |       |
| Gilbert Stuart                |                                           | portrait inachevé de George Washington            | Le Vrai Faux Héros                   |       |
| Georges Seurat                |                                           | Un dimanche après-midi à l'Île de la Grande Jatte | Le Chef-d'œuvre d'Homer              |       |
| Joseph Mallord William Turner |                                           | La douane de San Giorgio                          | Le Chef-d'œuvre d'Homer              |       |
| Vincent van Gogh              |                                           | Autoportrait au chapeau de feutre gris            | Les Gros Q.I.                        |       |
| Vincent van Gogh              | Les Muscles de Marge                      | Autoportrait au chapeau de feutre gris            |                                      |       |
| Vincent van Gogh              |                                           | Nuit étoilée                                      | Les Gros Q.I.                        |       |
| Vincent van Gogh              | Manucure pour 4 femmes                    | Nuit étoilée                                      |                                      |       |
| Vincent van Gogh              |                                           | Paire de sabots de cuir                           | Les Gros Q.I.                        |       |
| Vincent van Gogh              |                                           | Nature morte à la bible ouverte                   | Les Gros Q.I.                        |       |
| Vincent van Gogh              |                                           | Champ de blé aux corbeaux                         | L'Espion qui venait de chez moi      |       |
| Vincent van Gogh              |                                           | Autoportrait                                      | Simpson Horror Show IV               |       |
| Andy Warhol                   |                                           | Campbell's Soup Cans                              | Le pinceau qui tue                   |       |
| Andy Warhol                   | Le Chef-d'œuvre d'Homer                   | Campbell's Soup Cans                              |                                      |       |
| Andy Warhol                   |                                           | portrait de Marilyn Monroe                        | Le Tube qui tue                      |       |
| Andy Warhol                   | Enfin clown                               | portrait de Marilyn Monroe                        |                                      |       |
| Andy Warhol                   | Proposition à demi-indécente              | portrait de Marilyn Monroe                        |                                      |       |
| James Abbott McNeill Whistler |                                           | Arrangement en gris et noir no 1                  | Rosebud                              |       |
| James Abbott McNeill Whistler | Pour quelques milliards de plus           | Arrangement en gris et noir no 1                  |                                      |       |
| Grant Wood                    |                                           | American Gothic                                   | Homer et sa bande                    |       |
| Grant Wood                    | Mon pote l'éléphant                       | American Gothic                                   |                                      |       |
| Andrew Wyeth                  |                                           | Christina's World                                 | Springfield Up                       |       |
| Andrew Wyeth                  | Monsieur chasse-neige                     | Christina's World                                 |                                      |       |

## Jeux vidéo

Pong, le premier jeu vidéo à avoir connu un succès commercial

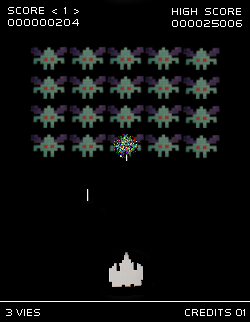
Une capture d'écran de Space Invaders